# 2010-es IIHF jégkorong-világbajnokság
A 2010-es IIHF jégkorong-világbajnokságot Németországban rendezték május 7. és 23. között. A világbajnokságnak három helyszín adott otthont, a Lanxess Aréna Kölnben, a SAP Aréna Mannheimben és egy mérkőzést rendeztek a gelsenkircheni Veltins-Arenában. Az orosz válogatott nyerte az előző két világbajnokságot és sorozatban harmadik döntőjét játszotta, de ezúttal vereséget szenvedett Csehországtól.

## Rendező kiválasztása
Összesen négy európai nemzet pályázott a 2010-es jégkorong-világbajnokság rendezésére.
- Németország
- Fehéroroszország
- Svédország
- Szlovákia

Szlovákia és Svédország még a rendező kiválasztása előtt visszalépett. Viszont mind a négy nemzet rendezni fog jégkorong-világbajnokságot. Szlovákia a 2011-es, Svédország a 2013-as, míg Fehéroroszország a 2014-es világbajnokság rendezési jogát nyerte el.
Az első forduló után a győztest René Fasel az IIHFelnöke jelentette be Zürichben, Svájcban 2005 május 15-én. Fehéroroszország rendező városai Minszk és Zhodzina 18 míg Németország 89 szavazattal nagy arányú győzelmet aratott.

## Helyszínek
| Köln                                   | Köln Mannheim Gelsenkirchen |
| Lanxess Aréna Befogadóképesség: 18 500 | Köln Mannheim Gelsenkirchen |
|                                        | Köln Mannheim Gelsenkirchen |
| Mannheim                               | Köln Mannheim Gelsenkirchen |
| SAP Aréna Befogadóképesség: 13 600     | Köln Mannheim Gelsenkirchen |
|                                        | Köln Mannheim Gelsenkirchen |
| Gelsenkirchen                          | Köln Mannheim Gelsenkirchen |
| Veltins-Arena Befogadóképesség: 76 152 | Köln Mannheim Gelsenkirchen |
|                                        | Köln Mannheim Gelsenkirchen |

## Világrekord
A 74. IIHF jégkorong-világbajnokság nyitómérkőzését a Gelsenkircheni Veltins-Arena-ban rendezték Németország és az Egyesült Államok csapatai között május 7-én. Erre az eseményre a stadion befogadóképességét 76 152 fő befogadására tervezték, ami nagyobb, mint az eddigi legtöbb nézőt befogadó Michigan State University 2001-ben, amely 74 554 férőhellyel rendelkezett.

## Résztvevők
A következő 16 együttes szerzett jogot az A csoportban való indulásra. Egy Ázsiából, 13 Európából és 2 nemzet Észak-Amerikából képviselteti magát.
| Ázsia - Kazahsztán^ Európa - Csehország* - Dánia* - Fehéroroszország* - Finnország* - Franciaország* - Lettország* | - Németország† - Norvégia* - Olaszország^ - Oroszország* - Szlovákia* - Svédország* - Svájc* Észak-Amerika - Kanada* - Egyesült Államok* |  |

* = A 2009-es IIHF jégkorong-világbajnokság első 14 helyének valamelyikén végzett.
^ = A 2009-es IIHF divízió I-es jégkorong-világbajnokság feljutói
† = Rendező

## Csoportkör
A 16 csapatot négy négyfős csoportba osztották, ahol körmérkőzéseket játszanak egymással. A négyesek első három helyén végzett csapatok a középdöntőben folytatják. Az utolsó helyezettek az alsóházban folytatják és közülük kerül ki az a 2 válogatott, amelyek jövőre nem lesznek tagjai a 16-os mezőnynek.
Az A és D csoportot Kölnben, 1-et Gelsenkirchenben, a B és C csoport mérkőzéseit pedig Mannheimben rendezik.
Az időpontok helyi (CEST) idő szerint vannak feltüntetve.
| Jelmagyarázat                 |
| ----------------------------- |
| Bejutott a középdöntőbe.      |
| A 13–16. helyért játszhatott. |

### A csoport
| Csapat           | M | Gy | HGy | HV | V | G+ | G- | Gk  | P |
| ---------------- | - | -- | --- | -- | - | -- | -- | --- | - |
| Oroszország      | 3 | 3  | 0   | 0  | 0 | 10 | 3  | +7  | 9 |
| Szlovákia        | 3 | 2  | 0   | 0  | 1 | 10 | 6  | +4  | 6 |
| Fehéroroszország | 3 | 1  | 0   | 0  | 2 | 8  | 9  | –1  | 3 |
| Kazahsztán       | 3 | 0  | 0   | 0  | 3 | 4  | 14 | –10 | 0 |

| 2010. május 9. 16:15 | Fehéroroszország | 5–2 (0–0, 2–2, 3–0) | Kazahsztán | Lanxess Aréna, Köln Nézőszám: 6125 |

| Jegyzőkönyv | Jegyzőkönyv  | Jegyzőkönyv                                    | Jegyzőkönyv       | Jegyzőkönyv                          |
| --- | ------------ | ---------------------------------------------- | ----------------- | ------------------------------------ |
| | Vitali Koval | Kapusok                                        | Vitaliy Yeremeyev | Játékvezetők: Ole Hansen Rick Looker |
| \| \| 0–1 \| 20:17 – D. Dudarev (K. Shafranov) \| \| \| 0–2 \| 30:30 – V. Antipin (A. Koreshkov, A. Gavrilin) \| \| D. Melesko (M. Grabovski, R. Szalej) – 32:09 \| 1–2 \| \| \| M. Sztefanovics (E. Kovryshin) – 33:39 \| 2–2 \| \| \| A. Kaljuzsnyij (N. Stasenko) – 44:21 \| 3–2 \| \| \| R. Szalej (A. Kalyuzhny) – 50:14 \| 4–2 \| \| \| S. Demagin (D. Melesko, V. Kosztjucsenok) – 58:20 \| 5–2 \| \| |              |                                                |                   | Játékvezetők: Ole Hansen Rick Looker |
| 10 perc | Büntetések   | 12 perc                                        |                   | Játékvezetők: Ole Hansen Rick Looker |
| 26 | Lövések      | 23                                             |                   | Játékvezetők: Ole Hansen Rick Looker |
| | 0–1          | 20:17 – D. Dudarev (K. Shafranov)              |                   | Játékvezetők: Ole Hansen Rick Looker |
| | 0–2          | 30:30 – V. Antipin (A. Koreshkov, A. Gavrilin) |                   | Játékvezetők: Ole Hansen Rick Looker |
| D. Melesko (M. Grabovski, R. Szalej) – 32:09 | 1–2          |                                                |                   | Játékvezetők: Ole Hansen Rick Looker |
| M. Sztefanovics (E. Kovryshin) – 33:39 | 2–2          |                                                |                   |                                      |
| A. Kaljuzsnyij (N. Stasenko) – 44:21 | 3–2          |                                                |                   |                                      |
| R. Szalej (A. Kalyuzhny) – 50:14 | 4–2          |                                                |                   |                                      |
| S. Demagin (D. Melesko, V. Kosztjucsenok) – 58:20 | 5–2          |                                                |                   |                                      |

| 2010. május 9. 20:15 | Szlovákia | 1–3 (0–1, 0–1, 1–1) | Oroszország | Lanxess Aréna, Köln Nézőszám: 18 522 |

| Jegyzőkönyv | Jegyzőkönyv | Jegyzőkönyv                                   | Jegyzőkönyv        | Jegyzőkönyv                                |
| --- | ----------- | --------------------------------------------- | ------------------ | ------------------------------------------ |
| | Peter Budaj | Kapusok                                       | Vasiliy Koshechkin | Játékvezetők: Marc Muylaert Patrik Sjoberg |
| \| \| 0–1 \| 14:51 – M. Afinogenov (V. Kozlov, N. Kulemin) \| \| \| 0–2 \| 29:23 – A. Ovecskin (S. Fjodorov) \| \| I. Majeský (M. Bartovič) – 43:51 \| 1–2 \| \| \| \| 1–3 \| 59:06 – V. Kozlov (ENG) \| |             |                                               |                    | Játékvezetők: Marc Muylaert Patrik Sjoberg |
| 8 perc | Büntetések  | 8 perc                                        |                    | Játékvezetők: Marc Muylaert Patrik Sjoberg |
| 33 | Lövések     | 34                                            |                    | Játékvezetők: Marc Muylaert Patrik Sjoberg |
| | 0–1         | 14:51 – M. Afinogenov (V. Kozlov, N. Kulemin) |                    | Játékvezetők: Marc Muylaert Patrik Sjoberg |
| | 0–2         | 29:23 – A. Ovecskin (S. Fjodorov)             |                    | Játékvezetők: Marc Muylaert Patrik Sjoberg |
| I. Majeský (M. Bartovič) – 43:51 | 1–2         |                                               |                    | Játékvezetők: Marc Muylaert Patrik Sjoberg |
| | 1–3         | 59:06 – V. Kozlov (ENG)                       |                    |                                            |

| 2010. május 11. 16:15 | Oroszország | 4–1 (1–0, 2–0, 1–1) | Kazahsztán | Lanxess Aréna, Köln Nézőszám: 9274 |

| Jegyzőkönyv | Jegyzőkönyv        | Jegyzőkönyv                       | Jegyzőkönyv       | Jegyzőkönyv                           |
| --- | ------------------ | --------------------------------- | ----------------- | ------------------------------------- |
| | Alexander Eremenko | Kapusok                           | Vitaliy Yeremeyev | Játékvezetők: Rick Looker Milan Minar |
| \| A. Ovecskin (A. Szjomin, S. Fjodorov) – 10:20 (PP) \| 1–0 \| \| \| I. Kovalcsuk (A. Szjomin) – 20:42 \| 2–0 \| \| \| A. Semin – 37:55 \| 3–0 \| \| \| D. Grebeskov (M. Afinogenov, N. Kulemin) – 43:22 \| 4–0 \| \| \| \| 4–1 \| 57:59 – D. Dudarev (K. Shafranov) \| |                    |                                   |                   | Játékvezetők: Rick Looker Milan Minar |
| 6 perc | Büntetések         | 10 perc                           |                   | Játékvezetők: Rick Looker Milan Minar |
| 29 | Lövések            | 19                                |                   | Játékvezetők: Rick Looker Milan Minar |
| A. Ovecskin (A. Szjomin, S. Fjodorov) – 10:20 (PP) | 1–0                |                                   |                   | Játékvezetők: Rick Looker Milan Minar |
| I. Kovalcsuk (A. Szjomin) – 20:42 | 2–0                |                                   |                   | Játékvezetők: Rick Looker Milan Minar |
| A. Semin – 37:55 | 3–0                |                                   |                   | Játékvezetők: Rick Looker Milan Minar |
| D. Grebeskov (M. Afinogenov, N. Kulemin) – 43:22 | 4–0                |                                   |                   |                                       |
| | 4–1                | 57:59 – D. Dudarev (K. Shafranov) |                   |                                       |

| 2010. május 11. 20:15 | Fehéroroszország | 2–4 (2–0, 0–2, 0–2) | Szlovákia | Lanxess Aréna, Köln Nézőszám: 8862 |

| Jegyzőkönyv | Jegyzőkönyv  | Jegyzőkönyv                                   | Jegyzőkönyv | Jegyzőkönyv                                 |
| --- | ------------ | --------------------------------------------- | ----------- | ------------------------------------------- |
| | Vitali Koval | Kapusok                                       | Peter Budaj | Játékvezetők: Christer Larking Chris Savage |
| \| S. Demagin (A. Stas, D. Melesko) – 4:29 \| 1–0 \| \| \| A. Kaljuzsnyij (A. Stas, D. Melesko) – 9:03 \| 2–0 \| \| \| \| 2–1 \| 22:42 – I. Čiernik (R. Lintner) (PP) \| \| \| 2–2 \| 30:07 – M. Bartovič (R. Pánik, R. Lintner) \| \| \| 2–3 \| 44:07 – M. Zagrapan (A. Sekera) (PP) \| \| \| 2–4 \| 59:06 – M. Bartovič (R. Pánik, A. Podkonický) \| |              |                                               |             | Játékvezetők: Christer Larking Chris Savage |
| 12 perc | Büntetések   | 8 perc                                        |             | Játékvezetők: Christer Larking Chris Savage |
| 20 | Lövések      | 24                                            |             | Játékvezetők: Christer Larking Chris Savage |
| S. Demagin (A. Stas, D. Melesko) – 4:29 | 1–0          |                                               |             | Játékvezetők: Christer Larking Chris Savage |
| A. Kaljuzsnyij (A. Stas, D. Melesko) – 9:03 | 2–0          |                                               |             | Játékvezetők: Christer Larking Chris Savage |
| | 2–1          | 22:42 – I. Čiernik (R. Lintner) (PP)          |             | Játékvezetők: Christer Larking Chris Savage |
| | 2–2          | 30:07 – M. Bartovič (R. Pánik, R. Lintner)    |             |                                             |
| | 2–3          | 44:07 – M. Zagrapan (A. Sekera) (PP)          |             |                                             |
| | 2–4          | 59:06 – M. Bartovič (R. Pánik, A. Podkonický) |             |                                             |

| 2010. május 13. 16:15 | Oroszország | 3–1 (1–0, 2–0, 0–1) | Fehéroroszország | Lanxess Aréna, Köln Nézőszám: 17 540 |

| Jegyzőkönyv | Jegyzőkönyv     | Jegyzőkönyv                        | Jegyzőkönyv  | Jegyzőkönyv                            |
| --- | --------------- | ---------------------------------- | ------------ | -------------------------------------- |
| | Semyon Varlamov | Kapusok                            | Andrei Mezin | Játékvezetők: Ole Hansen Marc Muylaert |
| \| Sz. Mozjakin (M. Sushinski, I. Nikulin) – 10:45 (PP) \| 1–0 \| \| \| A. Ovecskin (S. Fjodorov) – 32:21 \| 2–0 \| \| \| A. Aniszimov (S. Mozyakin, V. Atyushov) – 34:03 \| 3–0 \| \| \| \| 3–1 \| 47:30 – A. Kaljuzsnyij (A. Ugarov) \| |                 |                                    |              | Játékvezetők: Ole Hansen Marc Muylaert |
| 6 perc | Büntetések      | 8 perc                             |              | Játékvezetők: Ole Hansen Marc Muylaert |
| 38 | Lövések         | 20                                 |              | Játékvezetők: Ole Hansen Marc Muylaert |
| Sz. Mozjakin (M. Sushinski, I. Nikulin) – 10:45 (PP) | 1–0             |                                    |              | Játékvezetők: Ole Hansen Marc Muylaert |
| A. Ovecskin (S. Fjodorov) – 32:21 | 2–0             |                                    |              | Játékvezetők: Ole Hansen Marc Muylaert |
| A. Aniszimov (S. Mozyakin, V. Atyushov) – 34:03 | 3–0             |                                    |              | Játékvezetők: Ole Hansen Marc Muylaert |
| | 3–1             | 47:30 – A. Kaljuzsnyij (A. Ugarov) |              |                                        |

| 2010. május 13. 20:15 | Kazahsztán | 1–5 (0–1, 0–2, 1–2) | Szlovákia | Lanxess Aréna, Köln Nézőszám: 13 556 |

| Jegyzőkönyv | Jegyzőkönyv       | Jegyzőkönyv                                     | Jegyzőkönyv | Jegyzőkönyv                                   |
| --- | ----------------- | ----------------------------------------------- | ----------- | --------------------------------------------- |
| | Vitaliy Yeremeyev | Kapusok                                         | Peter Budaj | Játékvezetők: Vladimir Sindler Patrik Sjoberg |
| \| \| 0–1 \| 16:30 – M. Zagrapan (A. Sekera, I. Majeský) \| \| \| 0–2 \| 25:04 – I. Čiernik (M. Svatoš) \| \| \| 0–3 \| 33:52 – I. Čiernik (R. Lintner) \| \| D. Dudarev (A. Koledayev) – 44:03 \| 1–3 \| \| \| \| 1–4 \| 54:18 – T. Tatar (PS) \| \| \| 1–5 \| 58:05 – A. Podkonický (P. Frühauf, T. Starosta) \| |                   |                                                 |             | Játékvezetők: Vladimir Sindler Patrik Sjoberg |
| 8 perc | Büntetések        | 6 perc                                          |             | Játékvezetők: Vladimir Sindler Patrik Sjoberg |
| 36 | Lövések           | 37                                              |             | Játékvezetők: Vladimir Sindler Patrik Sjoberg |
| | 0–1               | 16:30 – M. Zagrapan (A. Sekera, I. Majeský)     |             | Játékvezetők: Vladimir Sindler Patrik Sjoberg |
| | 0–2               | 25:04 – I. Čiernik (M. Svatoš)                  |             | Játékvezetők: Vladimir Sindler Patrik Sjoberg |
| | 0–3               | 33:52 – I. Čiernik (R. Lintner)                 |             | Játékvezetők: Vladimir Sindler Patrik Sjoberg |
| D. Dudarev (A. Koledayev) – 44:03 | 1–3               |                                                 |             |                                               |
| | 1–4               | 54:18 – T. Tatar (PS)                           |             |                                               |
| | 1–5               | 58:05 – A. Podkonický (P. Frühauf, T. Starosta) |             |                                               |

### B csoport
| Nemzet      | M | Gy | HGy | HV | V | G+ | G- | Gk  | P |
| ----------- | - | -- | --- | -- | - | -- | -- | --- | - |
| Svájc       | 3 | 3  | 0   | 0  | 0 | 10 | 2  | +8  | 9 |
| Kanada      | 3 | 2  | 0   | 0  | 1 | 12 | 6  | +6  | 6 |
| Lettország  | 3 | 1  | 0   | 0  | 2 | 7  | 11 | –4  | 3 |
| Olaszország | 3 | 0  | 0   | 0  | 3 | 3  | 13 | –10 | 0 |

| 2010. május 8. 16:15 | Kanada | 5–1 (2–1, 2–0, 1–0) | Olaszország | SAP Aréna, Mannheim Nézőszám: 7912 |

| Jegyzőkönyv | Jegyzőkönyv | Jegyzőkönyv                                     | Jegyzőkönyv                  | Jegyzőkönyv                                |
| --- | ----------- | ----------------------------------------------- | ---------------------------- | ------------------------------------------ |
| | Chris Mason | Kapusok                                         | Adam Russo Daniel Bellissimo | Játékvezetők: Vladimir Baluska Daniel Konc |
| \| C. Perry (S. Stamkos, R. Bourque) – 2:43 \| 1–0 \| \| \| \| 1–1 \| 12:44 – M. Strazzabosco (N. Plastino, J. Parco) \| \| K. Russell (R. Whitney) – 19:12 \| 2–1 \| \| \| M. Duchene (R. Whitney, B. Burns) – 25:27 \| 3–1 \| \| \| S. Stamkos (M. Duchene, K. Cumiskey) – 30:37 \| 4–1 \| \| \| R. Bourque (T. Myers) – 57:19 \| 5–1 \| \| |             |                                                 |                              | Játékvezetők: Vladimir Baluska Daniel Konc |
| 12 perc | Büntetések  | 18 perc                                         |                              | Játékvezetők: Vladimir Baluska Daniel Konc |
| 45 | Lövések     | 24                                              |                              | Játékvezetők: Vladimir Baluska Daniel Konc |
| C. Perry (S. Stamkos, R. Bourque) – 2:43 | 1–0         |                                                 |                              | Játékvezetők: Vladimir Baluska Daniel Konc |
| | 1–1         | 12:44 – M. Strazzabosco (N. Plastino, J. Parco) |                              | Játékvezetők: Vladimir Baluska Daniel Konc |
| K. Russell (R. Whitney) – 19:12 | 2–1         |                                                 |                              | Játékvezetők: Vladimir Baluska Daniel Konc |
| M. Duchene (R. Whitney, B. Burns) – 25:27 | 3–1         |                                                 |                              |                                            |
| S. Stamkos (M. Duchene, K. Cumiskey) – 30:37 | 4–1         |                                                 |                              |                                            |
| R. Bourque (T. Myers) – 57:19 | 5–1         |                                                 |                              |                                            |

| 2010. május 8. 20:15 | Svájc | 3–1 (1–0, 1–0, 1–1) | Lettország | SAP Aréna, Mannheim Nézőszám: 7089 |

| Jegyzőkönyv | Jegyzőkönyv   | Jegyzőkönyv                             | Jegyzőkönyv      | Jegyzőkönyv                                |
| --- | ------------- | --------------------------------------- | ---------------- | ------------------------------------------ |
| | Martin Gerber | Kapusok                                 | Edgars Masaļskis | Játékvezetők: Tom Laaksonen Thomas Stearns |
| \| A. Ambühl (D. Brunner, T. Monnet) – 2:26 \| 1–0 \| \| \| R. Josi – 22:28 \| 2–0 \| \| \| \| 2–1 \| 42:35 – G. Meija (J. Štāls, J. Rēdlihs) \| \| I. Rüthemann (ENG) – 59:58 \| 3–1 \| \| |               |                                         |                  | Játékvezetők: Tom Laaksonen Thomas Stearns |
| 6 perc | Büntetések    | 6 perc                                  |                  | Játékvezetők: Tom Laaksonen Thomas Stearns |
| 31 | Lövések       | 22                                      |                  | Játékvezetők: Tom Laaksonen Thomas Stearns |
| A. Ambühl (D. Brunner, T. Monnet) – 2:26 | 1–0           |                                         |                  | Játékvezetők: Tom Laaksonen Thomas Stearns |
| R. Josi – 22:28 | 2–0           |                                         |                  | Játékvezetők: Tom Laaksonen Thomas Stearns |
| | 2–1           | 42:35 – G. Meija (J. Štāls, J. Rēdlihs) |                  | Játékvezetők: Tom Laaksonen Thomas Stearns |
| I. Rüthemann (ENG) – 59:58 | 3–1           |                                         |                  |                                            |

| 2010. május 10. 16:15 | Svájc | 3–0 (0–0, 1–0, 2–0) | Olaszország | SAP Aréna, Mannheim Nézőszám: 5971 |

| Jegyzőkönyv | Jegyzőkönyv   | Jegyzőkönyv | Jegyzőkönyv       | Jegyzőkönyv                                    |
| --- | ------------- | ----------- | ----------------- | ---------------------------------------------- |
| | Martin Gerber | Kapusok     | Daniel Bellissimo | Játékvezetők: Rafail Kadyrov Daniel Piechaczek |
| \| T. Monnet (M. Seger) – 21:20 \| 1–0 \| \| \| D. Brunner (P. Savary, R. Josi) – 46:39 (PP) \| 2–0 \| \| \| M. Plüss – 59:44 (ENG) \| 3–0 \| \| |               |             |                   | Játékvezetők: Rafail Kadyrov Daniel Piechaczek |
| 10 perc | Büntetések    | 10 perc     |                   | Játékvezetők: Rafail Kadyrov Daniel Piechaczek |
| 52 | Lövések       | 15          |                   | Játékvezetők: Rafail Kadyrov Daniel Piechaczek |
| T. Monnet (M. Seger) – 21:20 | 1–0           |             |                   | Játékvezetők: Rafail Kadyrov Daniel Piechaczek |
| D. Brunner (P. Savary, R. Josi) – 46:39 (PP) | 2–0           |             |                   | Játékvezetők: Rafail Kadyrov Daniel Piechaczek |
| M. Plüss – 59:44 (ENG) | 3–0           |             |                   | Játékvezetők: Rafail Kadyrov Daniel Piechaczek |

| 2010. május 10. 20:15 | Lettország | 1–6 (0–2, 0–4, 1–0) | Kanada | SAP Aréna, Mannheim Nézőszám: 5501 |

| Jegyzőkönyv | Jegyzőkönyv                      | Jegyzőkönyv                                        | Jegyzőkönyv              | Jegyzőkönyv                                 |
| --- | -------------------------------- | -------------------------------------------------- | ------------------------ | ------------------------------------------- |
| | Edgars Masaļskis Mārtiņš Raitums | Kapusok                                            | Chris Mason Chad Johnson | Játékvezetők: Daniel Konc Konstantin Olenin |
| \| \| 0–1 \| 1:59 – J. Tavares (K. Russell, C. Perry) (PP) \| \| \| 0–2 \| 18:19 – S. Stamkos (K. Russell, C. Perry) (PP) \| \| \| 0–3 \| 25:30 – M. Giordano (R. Whitney, K. Cumiskey) (PP) \| \| \| 0–4 \| 26:58 – J. Tavares (C. Perry) (PP) \| \| \| 0–5 \| 30:07 – S. Downie (B. Burns) \| \| \| 0–6 \| 39:06 – M. Giordano (E. Kane, R. Peverley) \| \| G. Pujacs (J. Štāls, G. Meija) – 50:25 \| 1–6 \| \| |                                  |                                                    |                          | Játékvezetők: Daniel Konc Konstantin Olenin |
| 14 perc | Büntetések                       | 18 perc                                            |                          | Játékvezetők: Daniel Konc Konstantin Olenin |
| 24 | Lövések                          | 32                                                 |                          | Játékvezetők: Daniel Konc Konstantin Olenin |
| | 0–1                              | 1:59 – J. Tavares (K. Russell, C. Perry) (PP)      |                          | Játékvezetők: Daniel Konc Konstantin Olenin |
| | 0–2                              | 18:19 – S. Stamkos (K. Russell, C. Perry) (PP)     |                          | Játékvezetők: Daniel Konc Konstantin Olenin |
| | 0–3                              | 25:30 – M. Giordano (R. Whitney, K. Cumiskey) (PP) |                          | Játékvezetők: Daniel Konc Konstantin Olenin |
| | 0–4                              | 26:58 – J. Tavares (C. Perry) (PP)                 |                          |                                             |
| | 0–5                              | 30:07 – S. Downie (B. Burns)                       |                          |                                             |
| | 0–6                              | 39:06 – M. Giordano (E. Kane, R. Peverley)         |                          |                                             |
| G. Pujacs (J. Štāls, G. Meija) – 50:25 | 1–6                              |                                                    |                          |                                             |

| 2010. május 12. 16:15 | Olaszország | 2–5 (1–1, 0–1, 1–3) | Lettország | SAP Aréna, Mannheim Nézőszám: 4029 |

| Jegyzőkönyv | Jegyzőkönyv | Jegyzőkönyv                                   | Jegyzőkönyv      | Jegyzőkönyv                                 |
| --- | ----------- | --------------------------------------------- | ---------------- | ------------------------------------------- |
| | Adam Russo  | Kapusok                                       | Edgars Masaļskis | Játékvezetők: Vladimir Baluska Jari Levonen |
| \| \| 0–1 \| 0:50 – K. Daugaviņš (J. Sprukts) \| \| M. De Marchi (M. Souza) – 14:45 \| 1–1 \| \| \| \| 1–2 \| 28:26 – A. Ņiživijs (H. Vasiļjevs, G. Pujacs) \| \| \| 1–3 \| 41:56 – A. Reķis (G. Pujacs, A. Ņiživijs) \| \| G. Scandella – 43:28 (PP) \| 2–3 \| \| \| \| 2–4 \| 57:13 – K. Daugaviņš (M. Karsums) \| \| \| 2–5 \| 59:09 – M. Karsums (M. Cipulis) (ENG) \| |             |                                               |                  | Játékvezetők: Vladimir Baluska Jari Levonen |
| 12 perc | Büntetések  | 8 perc                                        |                  | Játékvezetők: Vladimir Baluska Jari Levonen |
| 26 | Lövések     | 38                                            |                  | Játékvezetők: Vladimir Baluska Jari Levonen |
| | 0–1         | 0:50 – K. Daugaviņš (J. Sprukts)              |                  | Játékvezetők: Vladimir Baluska Jari Levonen |
| M. De Marchi (M. Souza) – 14:45 | 1–1         |                                               |                  | Játékvezetők: Vladimir Baluska Jari Levonen |
| | 1–2         | 28:26 – A. Ņiživijs (H. Vasiļjevs, G. Pujacs) |                  | Játékvezetők: Vladimir Baluska Jari Levonen |
| | 1–3         | 41:56 – A. Reķis (G. Pujacs, A. Ņiživijs)     |                  |                                             |
| G. Scandella – 43:28 (PP) | 2–3         |                                               |                  |                                             |
| | 2–4         | 57:13 – K. Daugaviņš (M. Karsums)             |                  |                                             |
| | 2–5         | 59:09 – M. Karsums (M. Cipulis) (ENG)         |                  |                                             |

| 2010. május 12. 20:15 | Kanada | 1–4 (1–2, 0–1, 0–1) | Svájc | SAP Aréna, Mannheim Nézőszám: 12 500 |

| Jegyzőkönyv | Jegyzőkönyv | Jegyzőkönyv                                | Jegyzőkönyv    | Jegyzőkönyv                               |
| --- | ----------- | ------------------------------------------ | -------------- | ----------------------------------------- |
| | Chris Mason | Kapusok                                    | Tobias Stephan | Játékvezetők: Tom Laaksonen Thomas Sterns |
| \| \| 0–1 \| 11:47 – I. Rüthemann (T. Déruns, M. Plüss) \| \| \| 0–2 \| 14:03 – M. Plüss (T. Déruns, I. Rüthemann) \| \| J. Tavares (M. Duchene, R. Whitney) – 14:29 \| 1–2 \| \| \| \| 1–3 \| 21:38 – A. Ambuhl (K. Romy, R. Josi) \| \| \| 1–4 \| 45:29 – T. Déruns (M. Plüss, I. Rüthemann) \| |             |                                            |                | Játékvezetők: Tom Laaksonen Thomas Sterns |
| 4 perc | Büntetések  | 10 perc                                    |                | Játékvezetők: Tom Laaksonen Thomas Sterns |
| 32 | Lövések     | 18                                         |                | Játékvezetők: Tom Laaksonen Thomas Sterns |
| | 0–1         | 11:47 – I. Rüthemann (T. Déruns, M. Plüss) |                | Játékvezetők: Tom Laaksonen Thomas Sterns |
| | 0–2         | 14:03 – M. Plüss (T. Déruns, I. Rüthemann) |                | Játékvezetők: Tom Laaksonen Thomas Sterns |
| J. Tavares (M. Duchene, R. Whitney) – 14:29 | 1–2         |                                            |                | Játékvezetők: Tom Laaksonen Thomas Sterns |
| | 1–3         | 21:38 – A. Ambuhl (K. Romy, R. Josi)       |                |                                           |
| | 1–4         | 45:29 – T. Déruns (M. Plüss, I. Rüthemann) |                |                                           |

### C csoport
| Nemzet        | M | Gy | HGy | HV | V | G+ | G- | Gk | P |
| ------------- | - | -- | --- | -- | - | -- | -- | -- | - |
| Svédország    | 3 | 2  | 0   | 0  | 1 | 9  | 6  | +3 | 6 |
| Csehország    | 3 | 2  | 0   | 0  | 1 | 10 | 6  | +4 | 6 |
| Norvégia      | 3 | 2  | 0   | 0  | 1 | 10 | 8  | +2 | 6 |
| Franciaország | 3 | 0  | 0   | 0  | 3 | 5  | 14 | –9 | 0 |

| 2010. május 9. 16:15 | Csehország | 6–2 (2–0, 2–0, 2–2) | Franciaország | SAP Aréna, Mannheim Nézőszám: 3132 |

| Jegyzőkönyv | Jegyzőkönyv  | Jegyzőkönyv                                | Jegyzőkönyv    | Jegyzőkönyv                                  |
| --- | ------------ | ------------------------------------------ | -------------- | -------------------------------------------- |
| | Tomáš Vokoun | Kapusok                                    | Fabrice Lhenry | Játékvezetők: Jari Levonen Konstantin Olenin |
| \| P. Hubáček (J. Jágr) – 0:44 \| 1–0 \| \| \| J. Novotný (F. Novak) (PP) – 11:43 \| 2–0 \| \| \| P. Gřegořek (J. Novotný) – 23:23 \| 3–0 \| \| \| K. Rachůnek (J. Klepiš, J. Jágr) (PP) – 25:07 \| 4–0 \| \| \| L. Kašpar (J. Novotný, P. Vampola) – 46:06 \| 5–0 \| \| \| \| 5–1 \| 46:27 – Y. Treille (L. Meunier) \| \| \| 5–2 \| 48:37 – L. Meunier (S. Treille, L. Tardif) \| \| M. Blaťák (J. Klepiš, J. Jágr) (PP) – 59:27 \| 6–2 \| \| |              |                                            |                | Játékvezetők: Jari Levonen Konstantin Olenin |
| 8 perc | Büntetések   | 18 perc                                    |                | Játékvezetők: Jari Levonen Konstantin Olenin |
| 41 | Lövések      | 22                                         |                | Játékvezetők: Jari Levonen Konstantin Olenin |
| P. Hubáček (J. Jágr) – 0:44 | 1–0          |                                            |                | Játékvezetők: Jari Levonen Konstantin Olenin |
| J. Novotný (F. Novak) (PP) – 11:43 | 2–0          |                                            |                | Játékvezetők: Jari Levonen Konstantin Olenin |
| P. Gřegořek (J. Novotný) – 23:23 | 3–0          |                                            |                | Játékvezetők: Jari Levonen Konstantin Olenin |
| K. Rachůnek (J. Klepiš, J. Jágr) (PP) – 25:07 | 4–0          |                                            |                |                                              |
| L. Kašpar (J. Novotný, P. Vampola) – 46:06 | 5–0          |                                            |                |                                              |
| | 5–1          | 46:27 – Y. Treille (L. Meunier)            |                |                                              |
| | 5–2          | 48:37 – L. Meunier (S. Treille, L. Tardif) |                |                                              |
| M. Blaťák (J. Klepiš, J. Jágr) (PP) – 59:27 | 6–2          |                                            |                |                                              |

| 2010. május 9. 20:15 | Norvégia | 2–5 (0–2, 1–0, 1–3) | Svédország | SAP Aréna, Mannheim Nézőszám: 5022 |

| Jegyzőkönyv | Jegyzőkönyv | Jegyzőkönyv                                 | Jegyzőkönyv      | Jegyzőkönyv                                    |
| --- | ----------- | ------------------------------------------- | ---------------- | ---------------------------------------------- |
| | Pål Grotnes | Kapusok                                     | Jonas Gustavsson | Játékvezetők: Rafail Kadyrov Daniel Piechaczek |
| \| \| 0–1 \| 6:43 – M. Weinhandl (M. Pääjärvi-Svensson) \| \| \| 0–2 \| 12:45 – E. Karlsson (R. Wallin) (PP) \| \| P. Thoresen (A. Fredriksen, J. Holøs) (PP) – 20:20 \| 1–2 \| \| \| H. Solberg (A. Fredriksen, P. Thoresen) – 44:57 \| 2–2 \| \| \| \| 2–3 \| 47:08 – M. Weinhandl (M. Pääjärvi-Svensson) \| \| \| 2–4 \| 54:31 – M. Pääjärvi-Svensson (R. Wallin) \| \| \| 2–5 \| 57:43 – M. Weinhandl (A. Engqvist) (PP) \| |             |                                             |                  | Játékvezetők: Rafail Kadyrov Daniel Piechaczek |
| 10 perc | Büntetések  | 14 perc                                     |                  | Játékvezetők: Rafail Kadyrov Daniel Piechaczek |
| 21 | Lövések     | 44                                          |                  | Játékvezetők: Rafail Kadyrov Daniel Piechaczek |
| | 0–1         | 6:43 – M. Weinhandl (M. Pääjärvi-Svensson)  |                  | Játékvezetők: Rafail Kadyrov Daniel Piechaczek |
| | 0–2         | 12:45 – E. Karlsson (R. Wallin) (PP)        |                  | Játékvezetők: Rafail Kadyrov Daniel Piechaczek |
| P. Thoresen (A. Fredriksen, J. Holøs) (PP) – 20:20 | 1–2         |                                             |                  | Játékvezetők: Rafail Kadyrov Daniel Piechaczek |
| H. Solberg (A. Fredriksen, P. Thoresen) – 44:57 | 2–2         |                                             |                  |                                                |
| | 2–3         | 47:08 – M. Weinhandl (M. Pääjärvi-Svensson) |                  |                                                |
| | 2–4         | 54:31 – M. Pääjärvi-Svensson (R. Wallin)    |                  |                                                |
| | 2–5         | 57:43 – M. Weinhandl (A. Engqvist) (PP)     |                  |                                                |

| 2010. május 11. 16:15 | Csehország | 2–3 (0–1, 1–1, 1–1) | Norvégia | SAP Aréna, Mannheim Nézőszám: 2256 |

| Jegyzőkönyv | Jegyzőkönyv    | Jegyzőkönyv                                  | Jegyzőkönyv | Jegyzőkönyv                               |
| --- | -------------- | -------------------------------------------- | ----------- | ----------------------------------------- |
| | Ondřej Pavelec | Kapusok                                      | Pål Grotnes | Játékvezetők: Tom Laaksonen Thomas Sterns |
| \| \| 0–1 \| 12:09 – M. Aasen (P. Thoresen, T. Jakobsen) \| \| J. Jágr (M. Rozsíval, J. Klepiš) – 27:56 (PP2) \| 1–1 \| \| \| \| 1–2 \| 30:13 –A. Fredriksen (L. Østli, P. Thoresen) \| \| \| 1–3 \| 44:23 –A. Bastiansen (M. Olimb, L. Spets) \| \| J. Jágr (K. Rachůnek) – 53:09 \| 2–3 \| \| |                |                                              |             | Játékvezetők: Tom Laaksonen Thomas Sterns |
| 12 perc | Büntetések     | 22 perc                                      |             | Játékvezetők: Tom Laaksonen Thomas Sterns |
| 46 | Lövések        | 15                                           |             | Játékvezetők: Tom Laaksonen Thomas Sterns |
| | 0–1            | 12:09 – M. Aasen (P. Thoresen, T. Jakobsen)  |             | Játékvezetők: Tom Laaksonen Thomas Sterns |
| J. Jágr (M. Rozsíval, J. Klepiš) – 27:56 (PP2) | 1–1            |                                              |             | Játékvezetők: Tom Laaksonen Thomas Sterns |
| | 1–2            | 30:13 –A. Fredriksen (L. Østli, P. Thoresen) |             | Játékvezetők: Tom Laaksonen Thomas Sterns |
| | 1–3            | 44:23 –A. Bastiansen (M. Olimb, L. Spets)    |             |                                           |
| J. Jágr (K. Rachůnek) – 53:09 | 2–3            |                                              |             |                                           |

| 2010. május 11. 20:15 | Svédország | 3–2 (1–0, 2–0, 0–2) | Franciaország | SAP Aréna, Mannheim Nézőszám: 3268 |

| Jegyzőkönyv | Jegyzőkönyv     | Jegyzőkönyv                              | Jegyzőkönyv               | Jegyzőkönyv                                 |
| --- | --------------- | ---------------------------------------- | ------------------------- | ------------------------------------------- |
| | Jacob Markström | Kapusok                                  | Eddy Ferhi Fabrice Lhenry | Játékvezetők: Vladimir Baluska Jari Levonen |
| \| C. Gunnarsson (L. Omark, N. Persson) – 17:49 \| 1–0 \| \| \| J. Andersson (M. Nylander) – 22:34 \| 2–0 \| \| \| J. Harju (L. Omark, C.Bäckman) – 27:44 \| 3–0 \| \| \| \| 3–1 \| 44:34 – Y. Treille \| \| \| 3–2 \| 54:05 – L. Tardif (S. Da Costa, B. Amar) \| |                 |                                          |                           | Játékvezetők: Vladimir Baluska Jari Levonen |
| 6 perc | Büntetések      | 6 perc                                   |                           | Játékvezetők: Vladimir Baluska Jari Levonen |
| 45 | Lövések         | 23                                       |                           | Játékvezetők: Vladimir Baluska Jari Levonen |
| C. Gunnarsson (L. Omark, N. Persson) – 17:49 | 1–0             |                                          |                           | Játékvezetők: Vladimir Baluska Jari Levonen |
| J. Andersson (M. Nylander) – 22:34 | 2–0             |                                          |                           | Játékvezetők: Vladimir Baluska Jari Levonen |
| J. Harju (L. Omark, C.Bäckman) – 27:44 | 3–0             |                                          |                           | Játékvezetők: Vladimir Baluska Jari Levonen |
| | 3–1             | 44:34 – Y. Treille                       |                           |                                             |
| | 3–2             | 54:05 – L. Tardif (S. Da Costa, B. Amar) |                           |                                             |

| 2010. május 13. 16:15 | Franciaország | 1–5 (1–0, 0–1, 0–4) | Norvégia | SAP Aréna, Mannheim Nézőszám: 4403 |

| Jegyzőkönyv | Jegyzőkönyv    | Jegyzőkönyv                                    | Jegyzőkönyv             | Jegyzőkönyv                                 |
| --- | -------------- | ---------------------------------------------- | ----------------------- | ------------------------------------------- |
| | Fabrice Lhenry | Kapusok                                        | Pål Grotnes Ruben Smith | Játékvezetők: Daniel Konc Daniel Piechaczek |
| \| S. Da Costa (J. Auvitu) – 12:49 (PP) \| 1–0 \| \| \| \| 1–1 \| 32:02 – P. Lorentzen (M. Røymark, K. Forsberg) \| \| \| 1–2 \| 42:34 – M. Aasen (P. Thoresen, L. Østli) (PP) \| \| \| 1–3 \| 47:19 – A. Bastiansen \| \| \| 1–4 \| 48:42 – P. Thoresen (M. Aasen) \| \| \| 1–5 \| 56:57 – M. Olimb (PS) \| |                |                                                |                         | Játékvezetők: Daniel Konc Daniel Piechaczek |
| 36 perc | Büntetések     | 56 perc                                        |                         | Játékvezetők: Daniel Konc Daniel Piechaczek |
| 27 | Lövések        | 40                                             |                         | Játékvezetők: Daniel Konc Daniel Piechaczek |
| S. Da Costa (J. Auvitu) – 12:49 (PP) | 1–0            |                                                |                         | Játékvezetők: Daniel Konc Daniel Piechaczek |
| | 1–1            | 32:02 – P. Lorentzen (M. Røymark, K. Forsberg) |                         | Játékvezetők: Daniel Konc Daniel Piechaczek |
| | 1–2            | 42:34 – M. Aasen (P. Thoresen, L. Østli) (PP)  |                         | Játékvezetők: Daniel Konc Daniel Piechaczek |
| | 1–3            | 47:19 – A. Bastiansen                          |                         |                                             |
| | 1–4            | 48:42 – P. Thoresen (M. Aasen)                 |                         |                                             |
| | 1–5            | 56:57 – M. Olimb (PS)                          |                         |                                             |

| 2010. május 13. 20:15 | Svédország | 1–2 (0–1, 1–1, 0–0) | Csehország | SAP Aréna, Mannheim Nézőszám: 12 500 |

| Jegyzőkönyv | Jegyzőkönyv      | Jegyzőkönyv                                | Jegyzőkönyv  | Jegyzőkönyv                                    |
| --- | ---------------- | ------------------------------------------ | ------------ | ---------------------------------------------- |
| | Jonas Gustavsson | Kapusok                                    | Tomáš Vokoun | Játékvezetők: Rafail Kadyrov Konstantin Olenin |
| \| \| 0–1 \| 0:54 – T. Rolinek (SH) \| \| M. Pääjärvi-Svensson (R. Wallin) – 24:03 \| 1–1 \| \| \| \| 1–2 \| 29:18 – P. Hubáček (J. Novotný, T. Vokoun) \| |                  |                                            |              | Játékvezetők: Rafail Kadyrov Konstantin Olenin |
| 16 perc | Büntetések       | 12 perc                                    |              | Játékvezetők: Rafail Kadyrov Konstantin Olenin |
| 32 | Lövések          | 37                                         |              | Játékvezetők: Rafail Kadyrov Konstantin Olenin |
| | 0–1              | 0:54 – T. Rolinek (SH)                     |              | Játékvezetők: Rafail Kadyrov Konstantin Olenin |
| M. Pääjärvi-Svensson (R. Wallin) – 24:03 | 1–1              |                                            |              | Játékvezetők: Rafail Kadyrov Konstantin Olenin |
| | 1–2              | 29:18 – P. Hubáček (J. Novotný, T. Vokoun) |              | Játékvezetők: Rafail Kadyrov Konstantin Olenin |

### D csoport
| Nemzet           | M | Gy | HGy | HV | V | G+ | G- | Gk | P |
| ---------------- | - | -- | --- | -- | - | -- | -- | -- | - |
| Finnország       | 3 | 2  | 0   | 0  | 1 | 5  | 6  | –1 | 6 |
| Németország      | 3 | 1  | 1   | 0  | 1 | 5  | 3  | +2 | 5 |
| Dánia            | 3 | 1  | 1   | 0  | 1 | 7  | 5  | +2 | 5 |
| Egyesült Államok | 3 | 0  | 0   | 2  | 1 | 4  | 7  | –3 | 2 |

| 2010. május 7. 20:15 | Egyesült Államok | 1–2 (h.u.) (0–0, 0–1, 1–0) (h.u.: 0–1) | Németország | Veltins-Arena, Gelsenkirchen Nézőszám: 77 803 |

| Jegyzőkönyv | Jegyzőkönyv      | Jegyzőkönyv                             | Jegyzőkönyv   | Jegyzőkönyv                                 |
| --- | ---------------- | --------------------------------------- | ------------- | ------------------------------------------- |
| | Scott Clemmensen | Kapusok                                 | Dennis Endras | Játékvezetők: Christer Lärking Chris Savage |
| \| \| 0–1 \| 25:20 – M. Wolf (M. Müller, C. Ullmann) \| \| R. Carter – 48:28 \| 1–1 \| \| \| \| 1–2 \| 60:21 – F. Schütz \| |                  |                                         |               | Játékvezetők: Christer Lärking Chris Savage |
| 8 perc | Büntetések       | 6 perc                                  |               | Játékvezetők: Christer Lärking Chris Savage |
| 28 | Lövések          | 37                                      |               | Játékvezetők: Christer Lärking Chris Savage |
| | 0–1              | 25:20 – M. Wolf (M. Müller, C. Ullmann) |               | Játékvezetők: Christer Lärking Chris Savage |
| R. Carter – 48:28 | 1–1              |                                         |               | Játékvezetők: Christer Lärking Chris Savage |
| | 1–2              | 60:21 – F. Schütz                       |               | Játékvezetők: Christer Lärking Chris Savage |

| 2010. május 8. 20:15 | Finnország | 1–4 (1–2, 0–1, 0–1) | Dánia | Lanxess Aréna, Köln Nézőszám: 11 452 |

| Jegyzőkönyv | Jegyzőkönyv | Jegyzőkönyv                               | Jegyzőkönyv       | Jegyzőkönyv                           |
| --- | ----------- | ----------------------------------------- | ----------------- | ------------------------------------- |
| | Pekka Rinne | Kapusok                                   | Frederik Andersen | Játékvezetők: Rick Looker Milan Minar |
| \| \| 0–1 \| 2:20 – F. Nielsen (K. Staal, J. Jakobsen) \| \| \| 0–2 \| 5:19 – P. Regin (K. Degn) \| \| P. Kontiola (J. Aaltonen, P. Nummelin) – 6:47 \| 1–2 \| \| \| \| 1–3 \| 21:19 – J. Jakobsen (T. Dresler) \| \| \| 1–4 \| 59:13 – F. Nielsen (ENG) \| |             |                                           |                   | Játékvezetők: Rick Looker Milan Minar |
| 2 perc | Büntetések  | 14 perc                                   |                   | Játékvezetők: Rick Looker Milan Minar |
| 37 | Lövések     | 17                                        |                   | Játékvezetők: Rick Looker Milan Minar |
| | 0–1         | 2:20 – F. Nielsen (K. Staal, J. Jakobsen) |                   | Játékvezetők: Rick Looker Milan Minar |
| | 0–2         | 5:19 – P. Regin (K. Degn)                 |                   | Játékvezetők: Rick Looker Milan Minar |
| P. Kontiola (J. Aaltonen, P. Nummelin) – 6:47 | 1–2         |                                           |                   | Játékvezetők: Rick Looker Milan Minar |
| | 1–3         | 21:19 – J. Jakobsen (T. Dresler)          |                   |                                       |
| | 1–4         | 59:13 – F. Nielsen (ENG)                  |                   |                                       |

| 2010. május 10. 16:15 | Egyesült Államok | 1–2 (h.u.) (0–0, 1–1, 0–0) (h.u.: 0–1) | Dánia | Lanxess Aréna, Köln Nézőszám: 8985 |

| Jegyzőkönyv | Jegyzőkönyv      | Jegyzőkönyv                             | Jegyzőkönyv       | Jegyzőkönyv                               |
| --- | ---------------- | --------------------------------------- | ----------------- | ----------------------------------------- |
| | Scott Clemmensen | Kapusok                                 | Patrick Galbraith | Játékvezetők: Ole Hansen Vladimir Sindler |
| \| \| 0–1 \| 28:52 – L. Eller (F. Nielsen, P. Regin) \| \| K. Yandle (K. Okposo, J. Johnson) – 32:03 (PP) \| 1–1 \| \| \| \| 1–2 \| 62:04 – S. Lassen \| |                  |                                         |                   | Játékvezetők: Ole Hansen Vladimir Sindler |
| 8 perc | Büntetések       | 10 perc                                 |                   | Játékvezetők: Ole Hansen Vladimir Sindler |
| 31 | Lövések          | 29                                      |                   | Játékvezetők: Ole Hansen Vladimir Sindler |
| | 0–1              | 28:52 – L. Eller (F. Nielsen, P. Regin) |                   | Játékvezetők: Ole Hansen Vladimir Sindler |
| K. Yandle (K. Okposo, J. Johnson) – 32:03 (PP) | 1–1              |                                         |                   | Játékvezetők: Ole Hansen Vladimir Sindler |
| | 1–2              | 62:04 – S. Lassen                       |                   | Játékvezetők: Ole Hansen Vladimir Sindler |

| 2010. május 10. 20:15 | Németország | 0–1 (0–0, 0–1, 0–0) | Finnország | Lanxess Aréna, Köln Nézőszám: 18 654 |

| Jegyzőkönyv                                     | Jegyzőkönyv | Jegyzőkönyv                     | Jegyzőkönyv   | Jegyzőkönyv                                   |
| ----------------------------------------------- | ----------- | ------------------------------- | ------------- | --------------------------------------------- |
|                                                 | Rob Zepp    | Kapusok                         | Petri Vehanen | Játékvezetők: Christer Larking Patrik Sjoberg |
| \| \| 0–1 \| 25:18 – J. Immonen (J. Jokinen) \| |             |                                 |               | Játékvezetők: Christer Larking Patrik Sjoberg |
| 8 perc                                          | Büntetések  | 6 perc                          |               | Játékvezetők: Christer Larking Patrik Sjoberg |
| 28                                              | Lövések     | 37                              |               | Játékvezetők: Christer Larking Patrik Sjoberg |
|                                                 | 0–1         | 25:18 – J. Immonen (J. Jokinen) |               | Játékvezetők: Christer Larking Patrik Sjoberg |

| 2010. május 12. 16:15 | Dánia | 1–3 (1–1, 0–2, 0–0) | Németország | Lanxess Aréna, Köln Nézőszám: 18 623 |

| Jegyzőkönyv | Jegyzőkönyv       | Jegyzőkönyv                    | Jegyzőkönyv   | Jegyzőkönyv                              |
| --- | ----------------- | ------------------------------ | ------------- | ---------------------------------------- |
| | Patrick Galbraith | Kapusok                        | Dennis Endras | Játékvezetők: Marc Muylaert Chris Savage |
| \| P. Larsen (P. Regin, J. Damgaard) – 3:40 (PP2) \| 1–0 \| \| \| \| 1–1 \| 8:40 – M. Goc (A. Sulzer) (PP) \| \| \| 1–2 \| 33:28 – F. Schütz (J. Krueger) \| \| \| 1–3 \| 35:09 – N. Goc \| |                   |                                |               | Játékvezetők: Marc Muylaert Chris Savage |
| 14 perc | Büntetések        | 12 perc                        |               | Játékvezetők: Marc Muylaert Chris Savage |
| 24 | Lövések           | 30                             |               | Játékvezetők: Marc Muylaert Chris Savage |
| P. Larsen (P. Regin, J. Damgaard) – 3:40 (PP2) | 1–0               |                                |               | Játékvezetők: Marc Muylaert Chris Savage |
| | 1–1               | 8:40 – M. Goc (A. Sulzer) (PP) |               | Játékvezetők: Marc Muylaert Chris Savage |
| | 1–2               | 33:28 – F. Schütz (J. Krueger) |               | Játékvezetők: Marc Muylaert Chris Savage |
| | 1–3               | 35:09 – N. Goc                 |               |                                          |

| 2010. május 12. 20:15 | Finnország | 3–2 (0–1, 1–0, 2–1) | Egyesült Államok | Lanxess Aréna, Köln Nézőszám: 17 633 |

| Jegyzőkönyv | Jegyzőkönyv   | Jegyzőkönyv                                                                   | Jegyzőkönyv      | Jegyzőkönyv                                |
| --- | ------------- | ----------------------------------------------------------------------------- | ---------------- | ------------------------------------------ |
| | Petri Vehanen | Kapusok                                                                       | Scott Clemmensen | Játékvezetők: Milan Minar Vladimir Sindler |
| \| L. Komarov (J. Immonen, P. Puistola) – 35:52 / P. Nummelin (M. Mäenpää) (PP) – 40:18 / S. Kapanen (P. Nummelin, J. Aaltonen) – 57:58 \| Gólok \| 3:30 – D. Moss (J. Johnson, C. Kreider) / 59:43 – T.J. Oshie (K. Yandle) (SH) \| |               |                                                                               |                  | Játékvezetők: Milan Minar Vladimir Sindler |
| 2 perc | Büntetések    | 6 perc                                                                        |                  | Játékvezetők: Milan Minar Vladimir Sindler |
| 43 | Lövések       | 22                                                                            |                  | Játékvezetők: Milan Minar Vladimir Sindler |
| L. Komarov (J. Immonen, P. Puistola) – 35:52 / P. Nummelin (M. Mäenpää) (PP) – 40:18 / S. Kapanen (P. Nummelin, J. Aaltonen) – 57:58                                                                                                 | Gólok         | 3:30 – D. Moss (J. Johnson, C. Kreider) / 59:43 – T.J. Oshie (K. Yandle) (SH) |                  | Játékvezetők: Milan Minar Vladimir Sindler |

## Középdöntő
A négy csoport, első három helyezett csapata bejut a középdöntőbe. A bejutott csapatokat két hatos csoportba osztják. Az A-ból és a D-ből érkező az E, míg a B és a C csoportból érkező válogatottak az F csoportba kerülnek.
| Színmagyarázat                                              |
| ----------------------------------------------------------- |
| A csoportok első négy helyezettje bejutott a negyeddöntőbe. |
| A csoportok ötödik és hatodik helyezettjei kiestek.         |

### E csoport
| Nemzet           | M | Gy | HGy | HV | V | G+ | G- | Gk  | P  |
| ---------------- | - | -- | --- | -- | - | -- | -- | --- | -- |
| Oroszország      | 5 | 5  | 0   | 0  | 0 | 20 | 5  | +15 | 15 |
| Finnország       | 5 | 3  | 0   | 0  | 2 | 9  | 11 | -2  | 9  |
| Németország      | 5 | 2  | 0   | 1  | 2 | 8  | 8  | 0   | 7  |
| Dánia            | 5 | 2  | 0   | 0  | 3 | 13 | 12 | +1  | 6  |
| Fehéroroszország | 5 | 1  | 1   | 0  | 3 | 7  | 11 | -4  | 5  |
| Szlovákia        | 5 | 1  | 0   | 0  | 4 | 8  | 18 | -10 | 3  |

| 2010. május 14. 16:15 (CEST) | Szlovákia | 0 – 6 (0–6, 0–0, 0–0) | Dánia | Lanxess Aréna, Köln Nézőszám: 4 442 |

| Jegyzőkönyv | Jegyzőkönyv | Jegyzőkönyv          | Jegyzőkönyv | Jegyzőkönyv |
| --- | ----------- | -------------------- | ----------- | ----------- |
| |             |                      |             |             |
| \| \| 0–1 \| P. Regin 1:05' \| \| \| 0–2 \| P. Larsen 4:20' \| \| \| 0–3 \| M. Christensen 4:40' \| \| \| 0–4 \| M. Madsen 10:52' \| \| \| 0–5 \| M. Green 12:21' \| \| \| 0–6 \| S. Lassen 13:42' \| |             |                      |             |             |
| |             |                      |             |             |
| |             |                      |             |             |
| | 0–1         | P. Regin 1:05'       |             |             |
| | 0–2         | P. Larsen 4:20'      |             |             |
| | 0–3         | M. Christensen 4:40' |             |             |
| | 0–4         | M. Madsen 10:52'     |             |             |
| | 0–5         | M. Green 12:21'      |             |             |
| | 0–6         | S. Lassen 13:42'     |             |             |

| 2010. május 14. 20:15 (CEST) | Finnország | 2 – 0 (0–0, 2–0, 0–0) | Fehéroroszország | Lanxess Aréna, Köln Nézőszám: 5 273 |

| Jegyzőkönyv                                                           | Jegyzőkönyv | Jegyzőkönyv | Jegyzőkönyv | Jegyzőkönyv |
| --------------------------------------------------------------------- | ----------- | ----------- | ----------- | ----------- |
|                                                                       |             |             |             |             |
| \| J. Immonen 27:23' \| 1–0 \| \| \| J.H. Hytönen 32:19' \| 2–0 \| \| |             |             |             |             |
|                                                                       |             |             |             |             |
|                                                                       |             |             |             |             |
| J. Immonen 27:23'                                                     | 1–0         |             |             |             |
| J.H. Hytönen 32:19'                                                   | 2–0         |             |             |             |

| 2010. május 15. 20:15 (CEST) | Oroszország | 3 – 2 (1–0, 1–1, 1–1) | Németország | Lanxess Aréna, Köln Nézőszám: 18 343 |

| Jegyzőkönyv | Jegyzőkönyv | Jegyzőkönyv       | Jegyzőkönyv | Jegyzőkönyv |
| --- | ----------- | ----------------- | ----------- | ----------- |
| |             |                   |             |             |
| \| I. Kovalcsuk 14:20' \| 1–0 \| \| \| N. Kulemin 26:10' \| 2–0 \| \| \| \| 2–1 \| C. Ehrhoff 39:59' \| \| A. Ovecskin 49:46' \| 3–1 \| \| \| \| 3–2 \| A. Barta 53:39' \| |             |                   |             |             |
| |             |                   |             |             |
| |             |                   |             |             |
| I. Kovalcsuk 14:20' | 1–0         |                   |             |             |
| N. Kulemin 26:10' | 2–0         |                   |             |             |
| | 2–1         | C. Ehrhoff 39:59' |             |             |
| A. Ovecskin 49:46' | 3–1         |                   |             |             |
| | 3–2         | A. Barta 53:39'   |             |             |

| 2010. május 16. 16:15 (CEST) | Dánia | 1 – 6 (0–2, 1–1, 0–3) | Oroszország | Lanxess Aréna, Köln Nézőszám: 5 789 |

| Jegyzőkönyv | Jegyzőkönyv | Jegyzőkönyv        | Jegyzőkönyv | Jegyzőkönyv |
| --- | ----------- | ------------------ | ----------- | ----------- |
| |             |                    |             |             |
| \| \| 0–1 \| P. Dacjuk 15:07' \| \| \| 0–2 \| A. Ovecskin 19:12' \| \| M. Christensen 25:02' \| 1–2 \| \| \| \| 1–3 \| J. Malkin 33:40' \| \| \| 1–4 \| P. Dacjuk 47:51' \| \| \| 1–5 \| P. Dacjuk 50:51' \| \| \| 1–6 \| N. Kulemin 52:26' \| |             |                    |             |             |
| |             |                    |             |             |
| |             |                    |             |             |
| | 0–1         | P. Dacjuk 15:07'   |             |             |
| | 0–2         | A. Ovecskin 19:12' |             |             |
| M. Christensen 25:02' | 1–2         |                    |             |             |
| | 1–3         | J. Malkin 33:40'   |             |             |
| | 1–4         | P. Dacjuk 47:51'   |             |             |
| | 1–5         | P. Dacjuk 50:51'   |             |             |
| | 1–6         | N. Kulemin 52:26'  |             |             |

| 2010. május 16. 20:15 (CEST) | Németország | 1 – 2 (H) (0–1, 0–0, 1–0) (H:0 – 1) | Fehéroroszország | Lanxess Aréna, Köln Nézőszám: 11 748 |

| Jegyzőkönyv                                                                                               | Jegyzőkönyv | Jegyzőkönyv             | Jegyzőkönyv | Jegyzőkönyv |
| --- | ----------- | ----------------------- | ----------- | ----------- |
| |             |                         |             |             |
| \| \| 0–1 \| A. Mihaljev 6:43' \| \| M. Müller 6:43' \| 1–1 \| \| \| \| 1–2 \| A. Kaljuzsnyij 64:45' H \| |             |                         |             |             |
| |             |                         |             |             |
| |             |                         |             |             |
| | 0–1         | A. Mihaljev 6:43'       |             |             |
| M. Müller 6:43'                                                                                           | 1–1         |                         |             |             |
| | 1–2         | A. Kaljuzsnyij 64:45' H |             |             |

| 2010. május 17. 16:15 (CEST) |  | 5 – 2 (0–0, 3–0, 2–2) |  | Lanxess Aréna, Köln Nézőszám: 3 474 |

| Jegyzőkönyv | Jegyzőkönyv | Jegyzőkönyv       | Jegyzőkönyv | Jegyzőkönyv |
| --- | ----------- | ----------------- | ----------- | ----------- |
| |             |                   |             |             |
| \| P. Kontiola 29:20' \| 1–0 \| \| \| P. Nummelin 30:13' \| 2–0 \| \| \| J. Jokinen 33:26' \| 3–0 \| \| \| \| 3–1 \| T. Tatar 41:58' \| \| J. Jokinen 56:34'} \| 4–1 \| \| \| \| 4–2 \| V. Mihálik 58:01' \| \| J. Aaltonen 58:54' \| 5–2 \| \| |             |                   |             |             |
| |             |                   |             |             |
| |             |                   |             |             |
| P. Kontiola 29:20' | 1–0         |                   |             |             |
| P. Nummelin 30:13' | 2–0         |                   |             |             |
| J. Jokinen 33:26' | 3–0         |                   |             |             |
| | 3–1         | T. Tatar 41:58'   |             |             |
| J. Jokinen 56:34'} | 4–1         |                   |             |             |
| | 4–2         | V. Mihálik 58:01' |             |             |
| J. Aaltonen 58:54' | 5–2         |                   |             |             |

| 2010. május 17. 20:15 (CEST) | Fehéroroszország | 2 – 1 (0–1, 1–0, 1–0) | Dánia | Lanxess Aréna, Köln Nézőszám: 3 257 |

| Jegyzőkönyv                                                                                            | Jegyzőkönyv | Jegyzőkönyv    | Jegyzőkönyv | Jegyzőkönyv |
| --- | ----------- | -------------- | ----------- | ----------- |
| |             |                |             |             |
| \| \| 0–1 \| L. Eller 0:38' \| \| A. Sztasz 36:31' \| 1–1 \| \| \| M. Sztefanovics 57:49' \| 2–1 \| \| |             |                |             |             |
| |             |                |             |             |
| |             |                |             |             |
| | 0–1         | L. Eller 0:38' |             |             |
| A. Sztasz 36:31'                                                                                       | 1–1         |                |             |             |
| M. Sztefanovics 57:49'                                                                                 | 2–1         |                |             |             |

| 2010. május 18. 16:15 (CEST) | Szlovákia | 1 – 2 (0–1, 1–1, 0–0) | Németország | Lanxess Aréna, Köln Nézőszám: 15 137 |

| Jegyzőkönyv                                                                                        | Jegyzőkönyv | Jegyzőkönyv        | Jegyzőkönyv | Jegyzőkönyv |
| -------------------------------------------------------------------------------------------------- | ----------- | ------------------ | ----------- | ----------- |
| |             |                    |             |             |
| \| \| 0–1 \| A. Barta 7:19' \| \| \| 0–2 \| D. Kreutzer 24:42' \| \| M. Svatos 39:17' \| 1–2 \| \| |             |                    |             |             |
| |             |                    |             |             |
| |             |                    |             |             |
| | 0–1         | A. Barta 7:19'     |             |             |
| | 0–2         | D. Kreutzer 24:42' |             |             |
| M. Svatos 39:17'                                                                                   | 1–2         |                    |             |             |

| 2010. május 18. 20:15 (CEST) | Oroszország | 5 – 0 (1–0, 2–0, 2–0) | Finnország | Lanxess Aréna, Köln Nézőszám: 11 687 |

| Jegyzőkönyv | Jegyzőkönyv | Jegyzőkönyv | Jegyzőkönyv | Jegyzőkönyv |
| --- | ----------- | ----------- | ----------- | ----------- |
| |             |             |             |             |
| \| Sz. Fjodorov 7:19' \| 1–0 \| \| \| J. Malkin 33:52' \| 2–0 \| \| \| N. Kulemin 34:02' \| 3–0 \| \| \| A. Jemelin 42:15' \| 4–0 \| \| \| M. Afinogenov 42:55' \| 5–0 \| \| |             |             |             |             |
| |             |             |             |             |
| |             |             |             |             |
| Sz. Fjodorov 7:19' | 1–0         |             |             |             |
| J. Malkin 33:52' | 2–0         |             |             |             |
| N. Kulemin 34:02' | 3–0         |             |             |             |
| A. Jemelin 42:15' | 4–0         |             |             |             |
| M. Afinogenov 42:55' | 5–0         |             |             |             |

### F csoport
| Nemzet     | M | Gy | HGy | HV | V | G+ | G- | Gk  | P  |
| ---------- | - | -- | --- | -- | - | -- | -- | --- | -- |
| Svédország | 5 | 4  | 0   | 0  | 1 | 18 | 7  | +11 | 12 |
| Svájc      | 5 | 3  | 0   | 0  | 2 | 12 | 12 | 0   | 9  |
| Csehország | 5 | 3  | 0   | 0  | 2 | 12 | 10 | +2  | 9  |
| Kanada     | 5 | 2  | 0   | 0  | 3 | 22 | 12 | +10 | 6  |
| Norvégia   | 5 | 2  | 0   | 0  | 3 | 9  | 26 | -17 | 6  |
| Lettország | 5 | 1  | 0   | 0  | 4 | 10 | 16 | -6  | 3  |

| 2010. május 14. 16:15 (CEST) | Kanada | 12 – 1 (1–1, 7–0, 4–0) | Norvégia | SAP Aréna, Mannheim Nézőszám: 2 670 |

| Jegyzőkönyv | Jegyzőkönyv | Jegyzőkönyv    | Jegyzőkönyv | Jegyzőkönyv |
| --- | ----------- | -------------- | ----------- | ----------- |
| |             |                |             |             |
| \| \| 0–1 \| J. Holøs 1:35' \| \| E. Kane 13:09' \| 1–1 \| \| \| C. Perry 23:51' \| 2–1 \| \| \| M. Giordano 33:12' \| 3–1 \| \| \| J. Tavares 36:42' \| 4–1 \| \| \| R. Peverley 37:27' \| 5–1 \| \| \| S. Downie 38:16' \| 6–1 \| \| \| R. Whitney 39:06' \| 7–1 \| \| \| E. Kane 39:48' \| 8–1 \| \| \| J. Eberle 40:39' \| 9–1 \| \| \| J. Tavares 45:57' \| 10–1 \| \| \| J. Tavares 49:18' \| 11–1 \| \| \| M. Duchene 50:18' \| 12–1 \| \| |             |                |             |             |
| |             |                |             |             |
| |             |                |             |             |
| | 0–1         | J. Holøs 1:35' |             |             |
| E. Kane 13:09' | 1–1         |                |             |             |
| C. Perry 23:51' | 2–1         |                |             |             |
| M. Giordano 33:12' | 3–1         |                |             |             |
| J. Tavares 36:42' | 4–1         |                |             |             |
| R. Peverley 37:27' | 5–1         |                |             |             |
| S. Downie 38:16' | 6–1         |                |             |             |
| R. Whitney 39:06' | 7–1         |                |             |             |
| E. Kane 39:48' | 8–1         |                |             |             |
| J. Eberle 40:39' | 9–1         |                |             |             |
| J. Tavares 45:57' | 10–1        |                |             |             |
| J. Tavares 49:18' | 11–1        |                |             |             |
| M. Duchene 50:18' | 12–1        |                |             |             |

| 2010. május 14. 20:15 (CEST) | Svédország | 4 – 2 (1–1, 7–0, 4–0) | Lettország | SAP Aréna, Mannheim Nézőszám: 3 078 |

| Jegyzőkönyv | Jegyzőkönyv | Jegyzőkönyv       | Jegyzőkönyv | Jegyzőkönyv |
| --- | ----------- | ----------------- | ----------- | ----------- |
| |             |                   |             |             |
| \| M. Pääjärvi-Svensson 0:31' \| 1–0 \| \| \| \| 1–1 \| M. Karsums 0:56' \| \| O. Ekman-Larsson 5:08' \| 2–1 \| \| \| M. Nylander 14:30' \| 3–1 \| \| \| \| 3–2 \| M. Karsums 45:01' \| \| T. Mårtensson 58:00' \| 4–2 \| \| |             |                   |             |             |
| |             |                   |             |             |
| |             |                   |             |             |
| M. Pääjärvi-Svensson 0:31' | 1–0         |                   |             |             |
| | 1–1         | M. Karsums 0:56'  |             |             |
| O. Ekman-Larsson 5:08' | 2–1         |                   |             |             |
| M. Nylander 14:30' | 3–1         |                   |             |             |
| | 3–2         | M. Karsums 45:01' |             |             |
| T. Mårtensson 58:00' | 4–2         |                   |             |             |

| 2010. május 15. 20:15 (CEST) | Svájc | 3 – 2 (2–0, 1–2, 0–0) | Csehország | SAP Aréna, Mannheim Nézőszám: 7 206 |

| Jegyzőkönyv | Jegyzőkönyv | Jegyzőkönyv      | Jegyzőkönyv | Jegyzőkönyv |
| --- | ----------- | ---------------- | ----------- | ----------- |
| |             |                  |             |             |
| \| M. Plüss 4:13' \| 1–0 \| \| \| A. Ambühl 14:07' \| 2–0 \| \| \| \| 2–1 \| J. Marek 24:07' \| \| A. Ambühl 31:47' \| 3–1 \| \| \| \| 3–2 \| M. Blaťák 34:01' \| |             |                  |             |             |
| |             |                  |             |             |
| |             |                  |             |             |
| M. Plüss 4:13' | 1–0         |                  |             |             |
| A. Ambühl 14:07' | 2–0         |                  |             |             |
| | 2–1         | J. Marek 24:07'  |             |             |
| A. Ambühl 31:47' | 3–1         |                  |             |             |
| | 3–2         | M. Blaťák 34:01' |             |             |

| 2010. május 16. 16:15 (CEST) | Lettország | 5 – 0 (0–0, 0–0, 5–0) | Norvégia | SAP Aréna, Mannheim Nézőszám: 1 925 |

| Jegyzőkönyv | Jegyzőkönyv | Jegyzőkönyv | Jegyzőkönyv | Jegyzőkönyv |
| --- | ----------- | ----------- | ----------- | ----------- |
| |             |             |             |             |
| \| L. Dārziņš 42:06' \| 1–0 \| \| \| M. Cipulis 48:45' \| 2–0 \| \| \| G. Galviņš 57:02' \| 3–0 \| \| \| J. Sprukts 58:25' \| 4–0 \| \| \| G. Galviņš 59:54' \| 5–0 \| \| |             |             |             |             |
| |             |             |             |             |
| |             |             |             |             |
| L. Dārziņš 42:06' | 1–0         |             |             |             |
| M. Cipulis 48:45' | 2–0         |             |             |             |
| G. Galviņš 57:02' | 3–0         |             |             |             |
| J. Sprukts 58:25' | 4–0         |             |             |             |
| G. Galviņš 59:54' | 5–0         |             |             |             |

| 2010. május 16. 20:15 (CEST) | Svédország | 3 – 1 (1–0, 2–0, 0–1) | Kanada | SAP Aréna, Mannheim Nézőszám: 4 289 |

| Jegyzőkönyv | Jegyzőkönyv | Jegyzőkönyv     | Jegyzőkönyv | Jegyzőkönyv |
| --- | ----------- | --------------- | ----------- | ----------- |
| |             |                 |             |             |
| \| J. Harju 2:35' \| 1–0 \| \| \| J. Andersson 21.47' \| 2–0 \| \| \| J. Andersson 24.51' \| 3–0 \| \| \| \| 3–1 \| B. Laich 46:57' \| |             |                 |             |             |
| |             |                 |             |             |
| |             |                 |             |             |
| J. Harju 2:35' | 1–0         |                 |             |             |
| J. Andersson 21.47' | 2–0         |                 |             |             |
| J. Andersson 24.51' | 3–0         |                 |             |             |
| | 3–1         | B. Laich 46:57' |             |             |

| 2010. május 17. 16:15 (CEST) | Norvégia | 3 – 2 (3–1, 0–0, 0–1) | Svájc | SAP Aréna, Mannheim Nézőszám: 1 896 |

| Jegyzőkönyv | Jegyzőkönyv | Jegyzőkönyv        | Jegyzőkönyv | Jegyzőkönyv |
| --- | ----------- | ------------------ | ----------- | ----------- |
| |             |                    |             |             |
| \| A. Bastiansen 3:55' \| 1–0 \| \| \| L. Spets 6:53' \| 2–0 \| \| \| \| 2–1 \| D. Brunner 7:49' \| \| M. Aasen 18:39' \| 3–1 \| \| \| \| 3–2 \| J. Vauclair 57:49' \| |             |                    |             |             |
| |             |                    |             |             |
| |             |                    |             |             |
| A. Bastiansen 3:55' | 1–0         |                    |             |             |
| L. Spets 6:53' | 2–0         |                    |             |             |
| | 2–1         | D. Brunner 7:49'   |             |             |
| M. Aasen 18:39' | 3–1         |                    |             |             |
| | 3–2         | J. Vauclair 57:49' |             |             |

| 2010. május 17. 20:15 (CEST) | Csehország | 3 – 1 (0–0, 2–0, 1–1) | Lettország | SAP Aréna, Mannheim Nézőszám: 3 354 |

| Jegyzőkönyv | Jegyzőkönyv | Jegyzőkönyv      | Jegyzőkönyv | Jegyzőkönyv |
| --- | ----------- | ---------------- | ----------- | ----------- |
| |             |                  |             |             |
| \| T. Rolinek 22:21' \| 1–0 \| \| \| T. Rolinek 37:51' \| 2–0 \| \| \| \| 2–1 \| S. Pečura 52:05' \| \| R. Červenka 52:51' \| 3–1 \| \| |             |                  |             |             |
| |             |                  |             |             |
| |             |                  |             |             |
| T. Rolinek 22:21' | 1–0         |                  |             |             |
| T. Rolinek 37:51' | 2–0         |                  |             |             |
| | 2–1         | S. Pečura 52:05' |             |             |
| R. Červenka 52:51' | 3–1         |                  |             |             |

| 2010. május 18. 16:15 (CEST) | Kanada | 2 – 3 (1–1, 0–2, 1–0) | Csehország | SAP Aréna, Mannheim Nézőszám: 6 466 |

| Jegyzőkönyv | Jegyzőkönyv | Jegyzőkönyv      | Jegyzőkönyv | Jegyzőkönyv |
| --- | ----------- | ---------------- | ----------- | ----------- |
| |             |                  |             |             |
| \| R. Whitney 6:59' \| 1–0 \| \| \| \| 1–1 \| L. Kašpar 18:20' \| \| \| 1–2 \| J. Jágr 32:19' \| \| \| 1–3 \| J. Klepiš 38:18' \| \| M. Duchene 58:49' \| 2–3 \| \| |             |                  |             |             |
| |             |                  |             |             |
| |             |                  |             |             |
| R. Whitney 6:59' | 1–0         |                  |             |             |
| | 1–1         | L. Kašpar 18:20' |             |             |
| | 1–2         | J. Jágr 32:19'   |             |             |
| | 1–3         | J. Klepiš 38:18' |             |             |
| M. Duchene 58:49' | 2–3         |                  |             |             |

| 2010. május 18. 20:15 (CEST) | Svájc | 0 – 5 (0–1, 0–2, 0–2) | Svédország | SAP Aréna, Mannheim Nézőszám: 5 757 |

| Jegyzőkönyv | Jegyzőkönyv | Jegyzőkönyv                 | Jegyzőkönyv | Jegyzőkönyv |
| --- | ----------- | --------------------------- | ----------- | ----------- |
| |             |                             |             |             |
| \| \| 0–1 \| M. Pääjärvi-Svensson 3:02' \| \| \| 0–2 \| J. Harju 20:48' \| \| \| 0–3 \| V. Hedman 23:40' \| \| \| 0–4 \| F. Pettersson 43:53' \| \| \| 0–5 \| M. Pääjärvi-Svensson 44:41' \| |             |                             |             |             |
| |             |                             |             |             |
| |             |                             |             |             |
| | 0–1         | M. Pääjärvi-Svensson 3:02'  |             |             |
| | 0–2         | J. Harju 20:48'             |             |             |
| | 0–3         | V. Hedman 23:40'            |             |             |
| | 0–4         | F. Pettersson 43:53'        |             |             |
| | 0–5         | M. Pääjärvi-Svensson 44:41' |             |             |

## Alsóházi rájátszás
A csoportok utolsó helyezett csapatai játszottak a főcsoportban maradásért.
| A 2011-es jégkorong-világbajnokság résztvevője. |
| A 2011-es divízió I-es világbajnokságra került. |

### G csoport
| Nemzet           | M | Gy | HGy | HV | V | G+ | G- | Gk  | P |
| ---------------- | - | -- | --- | -- | - | -- | -- | --- | - |
| Egyesült Államok | 3 | 2  | 1   | 0  | 0 | 17 | 2  | +15 | 8 |
| Franciaország    | 3 | 2  | 0   | 0  | 1 | 7  | 8  | –1  | 6 |
| Olaszország      | 3 | 1  | 0   | 1  | 1 | 5  | 6  | –1  | 4 |
| Kazahsztán       | 3 | 0  | 0   | 0  | 3 | 4  | 17 | –13 | 0 |

| 2010. május 15. 16:15 | Egyesült Államok | 10–0 (4–0, 5–0, 1–0) | Kazahsztán | Lanxess Aréna, Köln Nézőszám: 4529 |

| Jegyzőkönyv | Jegyzőkönyv                 | Jegyzőkönyv | Jegyzőkönyv                    | Jegyzőkönyv                              |
| --- | --------------------------- | ----------- | ------------------------------ | ---------------------------------------- |
| | Scott Clemmensen Ben Bishop | Kapusok     | Alexei Kuznetsov Pavel Zhitkov | Játékvezetők: Marc Muylaert Chris Savage |
| \| T. J. Oshie (K. Okposo, M. Greene) – 0:55 \| 1–0 \| \| \| K. Okposo (T. J. Oshie, TJ Galiardi) – 1:13 \| 2–0 \| \| \| M. Gilroy (B. Dubinsky) (PP) – 6:53 \| 3–0 \| \| \| M. Gilroy (T. J. Oshie, TJ Galiardi) – 10:20 \| 4–0 \| \| \| N. Foligno (B. Dubinsky) – 28:03 \| 5–0 \| \| \| R. Potulny (B. Dubinsky, K. Yandle) – 36:34 \| 6–0 \| \| \| M. Gilroy (R. Potulny, B. Dubinsky) – 36:46 \| 7–0 \| \| \| B. Dubinsky (A. Greene) (PP2) – 38:44 \| 8–0 \| \| \| T. Kennedy (C. Hanson, J. Hillen) (PP) – 39:29 \| 9–0 \| \| \| C. Kreider (R. Carter) – 58:57 \| 10–0 \| \| |                             |             |                                | Játékvezetők: Marc Muylaert Chris Savage |
| 4 perc | Büntetések                  | 26 perc     |                                | Játékvezetők: Marc Muylaert Chris Savage |
| 45 | Lövések                     | 28          |                                | Játékvezetők: Marc Muylaert Chris Savage |
| T. J. Oshie (K. Okposo, M. Greene) – 0:55 | 1–0                         |             |                                | Játékvezetők: Marc Muylaert Chris Savage |
| K. Okposo (T. J. Oshie, TJ Galiardi) – 1:13 | 2–0                         |             |                                | Játékvezetők: Marc Muylaert Chris Savage |
| M. Gilroy (B. Dubinsky) (PP) – 6:53 | 3–0                         |             |                                | Játékvezetők: Marc Muylaert Chris Savage |
| M. Gilroy (T. J. Oshie, TJ Galiardi) – 10:20 | 4–0                         |             |                                |                                          |
| N. Foligno (B. Dubinsky) – 28:03 | 5–0                         |             |                                |                                          |
| R. Potulny (B. Dubinsky, K. Yandle) – 36:34 | 6–0                         |             |                                |                                          |
| M. Gilroy (R. Potulny, B. Dubinsky) – 36:46 | 7–0                         |             |                                |                                          |
| B. Dubinsky (A. Greene) (PP2) – 38:44 | 8–0                         |             |                                |                                          |
| T. Kennedy (C. Hanson, J. Hillen) (PP) – 39:29 | 9–0                         |             |                                |                                          |
| C. Kreider (R. Carter) – 58:57 | 10–0                        |             |                                |                                          |

| 2010. május 15. 16:15 | Olaszország | 1–2 (0–1, 0–0, 1–1) | Franciaország | SAP Aréna, Mannheim Nézőszám: 3173 |

| Jegyzőkönyv | Jegyzőkönyv       | Jegyzőkönyv                                           | Jegyzőkönyv    | Jegyzőkönyv                            |
| --- | ----------------- | ----------------------------------------------------- | -------------- | -------------------------------------- |
| | Daniel Bellissimo | Kapusok                                               | Fabrice Lhenry | Játékvezetők: Tom Laaksonen Tom Sterns |
| \| \| 0–1 \| 4:34 – B. Amar (S. Da Costa, P. Bellemare) \| \| \| 0–2 \| 43:14 – L. Gras (K. Hecquefeuille, P. Bellemare) (PP) \| \| M. Strazzabosco (C. Borgatello, R. Ramoser) – 51:04 (PP) \| 1–2 \| \| |                   |                                                       |                | Játékvezetők: Tom Laaksonen Tom Sterns |
| 6 perc | Büntetések        | 8 perc                                                |                | Játékvezetők: Tom Laaksonen Tom Sterns |
| 28 | Lövések           | 22                                                    |                | Játékvezetők: Tom Laaksonen Tom Sterns |
| | 0–1               | 4:34 – B. Amar (S. Da Costa, P. Bellemare)            |                | Játékvezetők: Tom Laaksonen Tom Sterns |
| | 0–2               | 43:14 – L. Gras (K. Hecquefeuille, P. Bellemare) (PP) |                | Játékvezetők: Tom Laaksonen Tom Sterns |
| M. Strazzabosco (C. Borgatello, R. Ramoser) – 51:04 (PP) | 1–2               |                                                       |                | Játékvezetők: Tom Laaksonen Tom Sterns |

| 2010. május 16. 12:15 | Franciaország | 0–4 (0–0, 0–2, 0–2) | Egyesült Államok | Lanxess Aréna, Köln Nézőszám: 4325 |

| Jegyzőkönyv | Jegyzőkönyv | Jegyzőkönyv                                   | Jegyzőkönyv      | Jegyzőkönyv                                   |
| --- | ----------- | --------------------------------------------- | ---------------- | --------------------------------------------- |
| | Eddy Ferhi  | Kapusok                                       | Scott Clemmensen | Játékvezetők: Vladimír Šindler Patrik Sjoberg |
| \| \| 0–1 \| 24:49 – N. Foligno (J. Johnson, B. Dubinsky) \| \| \| 0–2 \| 34:06 – B. Dubinsky (D. Moss, M. Lundin) \| \| \| 0–3 \| 41:36 – T.J. Oshie (T.J. Galiardi, K. Yandle) \| \| \| 0–4 \| 53:41 – N. Foligno (B. Dubinsky, D. Moss) \| |             |                                               |                  | Játékvezetők: Vladimír Šindler Patrik Sjoberg |
| 8 perc | Büntetések  | 2 perc                                        |                  | Játékvezetők: Vladimír Šindler Patrik Sjoberg |
| 10 | Lövések     | 31                                            |                  | Játékvezetők: Vladimír Šindler Patrik Sjoberg |
| | 0–1         | 24:49 – N. Foligno (J. Johnson, B. Dubinsky)  |                  | Játékvezetők: Vladimír Šindler Patrik Sjoberg |
| | 0–2         | 34:06 – B. Dubinsky (D. Moss, M. Lundin)      |                  | Játékvezetők: Vladimír Šindler Patrik Sjoberg |
| | 0–3         | 41:36 – T.J. Oshie (T.J. Galiardi, K. Yandle) |                  | Játékvezetők: Vladimír Šindler Patrik Sjoberg |
| | 0–4         | 53:41 – N. Foligno (B. Dubinsky, D. Moss)     |                  |                                               |

| 2010. május 16. 12:15 | Olaszország | 2–1 (0–0, 0–0, 2–1) | Kazahsztán | SAP Aréna, Mannheim Nézőszám: 1934 |

| Jegyzőkönyv | Jegyzőkönyv       | Jegyzőkönyv                               | Jegyzőkönyv      | Jegyzőkönyv                                  |
| --- | ----------------- | ----------------------------------------- | ---------------- | -------------------------------------------- |
| | Daniel Bellissimo | Kapusok                                   | Vitali Yeremeyev | Játékvezetők: Jari Levonen Daniel Piechaczek |
| \| \| 0–1 \| 44:37 – R. Starcsenko (K. Shafranov) (PP) \| \| C. Borgatello (A. Egger, M. Souza) – 46:43 \| 1–1 \| \| \| M. Souza (A. Egger, G. Scandella) (PP) – 49:30 \| 2–1 \| \| |                   |                                           |                  | Játékvezetők: Jari Levonen Daniel Piechaczek |
| 10 perc | Büntetések        | 10 perc                                   |                  | Játékvezetők: Jari Levonen Daniel Piechaczek |
| 26 | Lövések           | 33                                        |                  | Játékvezetők: Jari Levonen Daniel Piechaczek |
| | 0–1               | 44:37 – R. Starcsenko (K. Shafranov) (PP) |                  | Játékvezetők: Jari Levonen Daniel Piechaczek |
| C. Borgatello (A. Egger, M. Souza) – 46:43 | 1–1               |                                           |                  | Játékvezetők: Jari Levonen Daniel Piechaczek |
| M. Souza (A. Egger, G. Scandella) (PP) – 49:30 | 2–1               |                                           |                  | Játékvezetők: Jari Levonen Daniel Piechaczek |

| 2010. május 18. 12:15 | Egyesült Államok | 3–2 (sz.) (1–0, 0–1, 1–1) (h.u.: 0–0) (sz.: 1–0) | Olaszország | Lanxess Aréna, Köln Nézőszám: 5864 |

| Jegyzőkönyv | Jegyzőkönyv      | Jegyzőkönyv                                 | Jegyzőkönyv       | Jegyzőkönyv                                |
| --- | ---------------- | ------------------------------------------- | ----------------- | ------------------------------------------ |
| | Scott Clemmensen | Kapusok                                     | Daniel Bellissimo | Játékvezetők: Christer Larking Milan Minar |
| \| B. Dubinsky (A. Greene, R. Potulny) (PP) – 11:45 \| 1–0 \| \| \| \| 1–1 \| 34:00 – G. Scandella (M. Souza) \| \| \| 1–2 \| 46:49 – S. Margoni (T. Johnson, P. Iannone) \| \| R. Potulny (B. Dubinsky, M. Gilroy) (PP) – 51:08 \| 2–2 \| \| \| T. J. Oshie – 65:00 (GWG) \| 3–2 \| \| |                  |                                             |                   | Játékvezetők: Christer Larking Milan Minar |
| 8 perc | Büntetések       | 14 perc                                     |                   | Játékvezetők: Christer Larking Milan Minar |
| 52 | Lövések          | 28                                          |                   | Játékvezetők: Christer Larking Milan Minar |
| B. Dubinsky (A. Greene, R. Potulny) (PP) – 11:45 | 1–0              |                                             |                   | Játékvezetők: Christer Larking Milan Minar |
| | 1–1              | 34:00 – G. Scandella (M. Souza)             |                   | Játékvezetők: Christer Larking Milan Minar |
| | 1–2              | 46:49 – S. Margoni (T. Johnson, P. Iannone) |                   | Játékvezetők: Christer Larking Milan Minar |
| R. Potulny (B. Dubinsky, M. Gilroy) (PP) – 51:08 | 2–2              |                                             |                   |                                            |
| T. J. Oshie – 65:00 (GWG) | 3–2              |                                             |                   |                                            |

| 2010. május 18. 12:15 | Kazahsztán | 3–5 (2–3, 0–1, 1–1) | Franciaország | SAP Aréna, Mannheim Nézőszám: 7845 |

| Jegyzőkönyv | Jegyzőkönyv       | Jegyzőkönyv                                 | Jegyzőkönyv    | Jegyzőkönyv                                    |
| --- | ----------------- | ------------------------------------------- | -------------- | ---------------------------------------------- |
| | Vitaliy Yeremeyev | Kapusok                                     | Fabrice Lhenry | Játékvezetők: Rafail Kadyrov Konstantin Olenin |
| \| \| 0–1 \| 8:39 – S. Treille (PP) \| \| D. Dudarev – 10:30 \| 1–1 \| \| \| \| 1–2 \| 12:19 – L. Meunier \| \| \| 1–3 \| 13:43 – L. Gras (L. Tardif) \| \| R. Starcsenko (M. Semenov, K. Shafranov) (PP) – 15:55 \| 2–3 \| \| \| \| 2–4 \| 29:46 – B. Amar (J. Auvitu) (PP) \| \| \| 2–5 \| 48:42 – P. Bellemare (A. Lussier, N. Besch) \| \| V. Krasznoszlabodcsev (A. Vassilchenko) – 53:18 \| 3–5 \| \| |                   |                                             |                | Játékvezetők: Rafail Kadyrov Konstantin Olenin |
| 16 perc | Büntetések        | 10 perc                                     |                | Játékvezetők: Rafail Kadyrov Konstantin Olenin |
| 38 | Lövések           | 22                                          |                | Játékvezetők: Rafail Kadyrov Konstantin Olenin |
| | 0–1               | 8:39 – S. Treille (PP)                      |                | Játékvezetők: Rafail Kadyrov Konstantin Olenin |
| D. Dudarev – 10:30 | 1–1               |                                             |                | Játékvezetők: Rafail Kadyrov Konstantin Olenin |
| | 1–2               | 12:19 – L. Meunier                          |                | Játékvezetők: Rafail Kadyrov Konstantin Olenin |
| | 1–3               | 13:43 – L. Gras (L. Tardif)                 |                |                                                |
| R. Starcsenko (M. Semenov, K. Shafranov) (PP) – 15:55 | 2–3               |                                             |                |                                                |
| | 2–4               | 29:46 – B. Amar (J. Auvitu) (PP)            |                |                                                |
| | 2–5               | 48:42 – P. Bellemare (A. Lussier, N. Besch) |                |                                                |
| V. Krasznoszlabodcsev (A. Vassilchenko) – 53:18 | 3–5               |                                             |                |                                                |

## Egyenes kieséses szakasz
|  |                      |              |                  |                  |   |             |                  |                  |                  |                  |               |       |       |
|  | Negyeddöntők         | Negyeddöntők | Negyeddöntők     |                  |   | Elődöntők   | Elődöntők        | Elődöntők        |                  |                  | Döntő         | Döntő | Döntő |
|  | Negyeddöntők         | Negyeddöntők | Negyeddöntők     |                  |   | Elődöntők   | Elődöntők        | Elődöntők        |                  |                  | Döntő         | Döntő | Döntő |
|  | május 20. – Köln     |              |                  |                  |   |             |                  |                  |                  |                  |               |       |       |
|  |                      |              |                  |                  |   |             |                  |                  |                  |                  |               |       |       |
|  | E1                   | Oroszország  | 5                |                  |   |             |                  |                  |                  |                  |               |       |       |
|  | E1                   | Oroszország  | 5                | május 22. – Köln |   |             |                  |                  |                  |                  |               |       |       |
|  | F4                   | Kanada       | 2                |                  |   |             |                  |                  |                  |                  |               |       |       |
|  | F4                   | Kanada       | 2                |                  |   | Oroszország | Oroszország      | 2                |                  |                  |               |       |       |
|  | május 20. – Mannheim |              |                  |                  |   | Oroszország | Oroszország      | 2                |                  |                  |               |       |       |
|  |                      |              | Németország      | Németország      | 1 |             |                  |                  |                  |                  |               |       |       |
|  | F2                   | Svájc        | Németország      | Németország      | 1 | 0           |                  |                  |                  |                  |               |       |       |
|  | F2                   | Svájc        |                  |                  |   | 0           | május 23. – Köln |                  |                  |                  |               |       |       |
|  | E3                   | Németország  | 1                |                  |   |             |                  |                  |                  |                  |               |       |       |
|  | E3                   | Németország  | 1                |                  |   | Oroszország | Oroszország      | 1                |                  |                  |               |       |       |
|  | május 20. – Mannheim |              |                  |                  |   | Oroszország | Oroszország      | 1                |                  |                  |               |       |       |
|  |                      |              | Csehország       | Csehország       | 2 |             |                  |                  |                  |                  |               |       |       |
|  | F1                   | Svédország   | Csehország       | Csehország       | 2 | 4           |                  |                  |                  |                  |               |       |       |
|  | F1                   | Svédország   | május 22. – Köln |                  |   | 4           |                  |                  |                  |                  |               |       |       |
|  | E4                   | Dánia        | 2                |                  |   |             |                  |                  |                  |                  |               |       |       |
|  | E4                   | Dánia        | 2                |                  |   | Svédország  | Svédország       | 2                | Bronzmérkőzés    | Bronzmérkőzés    | Bronzmérkőzés |       |       |
|  | május 20. – Köln     |              |                  |                  |   | Svédország  | Svédország       | 2                | Bronzmérkőzés    | Bronzmérkőzés    | Bronzmérkőzés |       |       |
|  |                      |              | Csehország       | Csehország       | 3 |             |                  | május 23. – Köln | május 23. – Köln | május 23. – Köln |               |       |       |
|  | E2                   | Finnország   | Csehország       | Csehország       | 3 | 1           |                  | május 23. – Köln | május 23. – Köln | május 23. – Köln |               |       |       |
|  | E2                   | Finnország   |                  |                  |   |             |                  | Németország      | Németország      | 1                |               |       |       |
|  | F3                   | Csehország   | 2                |                  |   |             |                  | Németország      | Németország      | 1                |               |       |       |
|  | F3                   | Csehország   | 2                |                  |   | Svédország  | Svédország       | 3                |                  |                  |               |       |       |
|  |                      |              |                  |                  |   | Svédország  | Svédország       | 3                |                  |                  |               |       |       |

### Negyeddöntők
| 2010. május 20. 16:15 | Finnország | 1–2 (sz.) (1–0, 0–0, 0–1) (h.u.: 0–0) (sz.: 0–1) | Csehország | Lanxess Aréna, Köln Nézőszám: 9258 |

| Jegyzőkönyv | Jegyzőkönyv | Jegyzőkönyv                        | Jegyzőkönyv  | Jegyzőkönyv                               |
| --- | ----------- | ---------------------------------- | ------------ | ----------------------------------------- |
| | Pekka Rinne | Kapusok                            | Tomáš Vokoun | Játékvezetők: Chris Savage Patrik Sjoberg |
| \| P. Kontiola (J. Niskala, P. Nummelin) – 0:55 \| 1–0 \| \| \| \| 1–1 \| 41:12 – J. Klepiš (M. Blaťák) (PP) \| \| \| 1–2 \| 70:00 – J. Marek (GWG) \| |             |                                    |              | Játékvezetők: Chris Savage Patrik Sjoberg |
| 8 perc | Büntetések  | 10 perc                            |              | Játékvezetők: Chris Savage Patrik Sjoberg |
| 30 | Lövések     | 35                                 |              | Játékvezetők: Chris Savage Patrik Sjoberg |
| P. Kontiola (J. Niskala, P. Nummelin) – 0:55 | 1–0         |                                    |              | Játékvezetők: Chris Savage Patrik Sjoberg |
| | 1–1         | 41:12 – J. Klepiš (M. Blaťák) (PP) |              | Játékvezetők: Chris Savage Patrik Sjoberg |
| | 1–2         | 70:00 – J. Marek (GWG)             |              | Játékvezetők: Chris Savage Patrik Sjoberg |

| 2010. május 20. 16:15 | Svédország | 4–2 (1–0, 2–1, 1–1) | Dánia | SAP Aréna, Mannheim Nézőszám: 3487 |

| Jegyzőkönyv | Jegyzőkönyv      | Jegyzőkönyv                                      | Jegyzőkönyv       | Jegyzőkönyv                                  |
| --- | ---------------- | ------------------------------------------------ | ----------------- | -------------------------------------------- |
| | Jonas Gustavsson | Kapusok                                          | Patrick Galbraith | Játékvezetők: Jari Levonen Daniel Piechaczek |
| \| M. Nilson (M. Johansson, T. Martensson) (PP) – 14:58 \| 1–0 \| \| \| J. Andersson, (J. Ericsson, M. Backlund) – 27:21 \| 2–0 \| \| \| R. Wallin (A. Engvist, M. Johannson) (SH) – 32:29 \| 3–0 \| \| \| \| 3–1 \| 33:18 – J. Damgaard (L. Eller, F. Nielsen) \| \| L. Omark (N. Persson, J. Harju) (PP) – 53:17 \| 4–1 \| \| \| \| 4–2 \| 57:35 – M. Madsen (D. Nielsen, J. Damgaard) (PP) \| |                  |                                                  |                   | Játékvezetők: Jari Levonen Daniel Piechaczek |
| 10 perc | Büntetések       | 12 perc                                          |                   | Játékvezetők: Jari Levonen Daniel Piechaczek |
| 39 | Lövések          | 29                                               |                   | Játékvezetők: Jari Levonen Daniel Piechaczek |
| M. Nilson (M. Johansson, T. Martensson) (PP) – 14:58 | 1–0              |                                                  |                   | Játékvezetők: Jari Levonen Daniel Piechaczek |
| J. Andersson, (J. Ericsson, M. Backlund) – 27:21 | 2–0              |                                                  |                   | Játékvezetők: Jari Levonen Daniel Piechaczek |
| R. Wallin (A. Engvist, M. Johannson) (SH) – 32:29 | 3–0              |                                                  |                   | Játékvezetők: Jari Levonen Daniel Piechaczek |
| | 3–1              | 33:18 – J. Damgaard (L. Eller, F. Nielsen)       |                   |                                              |
| L. Omark (N. Persson, J. Harju) (PP) – 53:17 | 4–1              |                                                  |                   |                                              |
| | 4–2              | 57:35 – M. Madsen (D. Nielsen, J. Damgaard) (PP) |                   |                                              |

| 2010. május 20. 16:15 | Oroszország | 5–2 (1–0, 2–0, 2–2) | Kanada | Lanxess Aréna, Köln Nézőszám: 12 274 |

| Jegyzőkönyv | Jegyzőkönyv     | Jegyzőkönyv                                | Jegyzőkönyv | Jegyzőkönyv                                     |
| --- | --------------- | ------------------------------------------ | ----------- | ----------------------------------------------- |
| | Semyon Varlamov | Kapusok                                    | Chris Mason | Játékvezetők: Christer Larking Vladimir Sindler |
| \| M. Afinogenov (D. Kulikov, V. Atyushov) – 19:02 \| 1–0 \| \| \| P. Dacjuk (S. Goncsar, I. Kovalcsuk) (PP2) – 21:45 \| 2–0 \| \| \| J. Malkin (D. Kalinin, I. Kovalcsuk) (PP) – 37:31 \| 3–0 \| \| \| Sz. Fjodorov (V. Atyushov) – 47:31 \| 4–0 \| \| \| \| 4–1 \| 53:52 – J. Tavares (B. Burns) \| \| J. Malkin (I. Kovalcsuk, I. Nikulin) (ENG) – 56:56 \| 5–1 \| \| \| \| 5–2 \| 59:46 – M. Duchene (K. Cumiskey, T. Myers) \| |                 |                                            |             | Játékvezetők: Christer Larking Vladimir Sindler |
| 30 perc | Büntetések      | 48 perc                                    |             | Játékvezetők: Christer Larking Vladimir Sindler |
| 30 | Lövések         | 27                                         |             | Játékvezetők: Christer Larking Vladimir Sindler |
| M. Afinogenov (D. Kulikov, V. Atyushov) – 19:02 | 1–0             |                                            |             | Játékvezetők: Christer Larking Vladimir Sindler |
| P. Dacjuk (S. Goncsar, I. Kovalcsuk) (PP2) – 21:45 | 2–0             |                                            |             | Játékvezetők: Christer Larking Vladimir Sindler |
| J. Malkin (D. Kalinin, I. Kovalcsuk) (PP) – 37:31 | 3–0             |                                            |             | Játékvezetők: Christer Larking Vladimir Sindler |
| Sz. Fjodorov (V. Atyushov) – 47:31 | 4–0             |                                            |             |                                                 |
| | 4–1             | 53:52 – J. Tavares (B. Burns)              |             |                                                 |
| J. Malkin (I. Kovalcsuk, I. Nikulin) (ENG) – 56:56 | 5–1             |                                            |             |                                                 |
| | 5–2             | 59:46 – M. Duchene (K. Cumiskey, T. Myers) |             |                                                 |

| 2010. május 20. 20:15 | Svájc | 0–1 (0–0, 0–1, 0–0) | Németország | SAP Aréna, Mannheim Nézőszám: 12 500 |

| Jegyzőkönyv                                                | Jegyzőkönyv   | Jegyzőkönyv                                | Jegyzőkönyv   | Jegyzőkönyv                               |
| ---------------------------------------------------------- | ------------- | ------------------------------------------ | ------------- | ----------------------------------------- |
|                                                            | Martin Gerber | Kapusok                                    | Dennis Endras | Játékvezetők: Tom Laaksonen Thomas Sterns |
| \| \| 0–1 \| 30:46 – P. Gogulla (K. Hospelt, A. Sulzer) \| |               |                                            |               | Játékvezetők: Tom Laaksonen Thomas Sterns |
| 80 perc                                                    | Büntetések    | 41 perc                                    |               | Játékvezetők: Tom Laaksonen Thomas Sterns |
| 41                                                         | Lövések       | 25                                         |               | Játékvezetők: Tom Laaksonen Thomas Sterns |
|                                                            | 0–1           | 30:46 – P. Gogulla (K. Hospelt, A. Sulzer) |               | Játékvezetők: Tom Laaksonen Thomas Sterns |

### Elődöntők
| 1010. május 22. 14:00 | Svédország | 2–3 (sz.) (1–1, 1–0, 0–1) (h.u.: 0–0) (sz.: 0–1) | Csehország | Lanxess Aréna, Köln Nézőszám: 13 437 |

| Jegyzőkönyv | Jegyzőkönyv      | Jegyzőkönyv                               | Jegyzőkönyv  | Jegyzőkönyv                            |
| --- | ---------------- | ----------------------------------------- | ------------ | -------------------------------------- |
| | Jonas Gustavsson | Kapusok                                   | Tomáš Vokoun | Játékvezetők: Rick Looker Chris Savage |
| \| J. Harju (E. Karlsson, L. Omark) – 8:29 \| 1–0 \| \| \| \| 1–1 \| 17:28 – T. Mojžíš (L. Kašpar, T. Rolinek) \| \| A. Engqvist (T. Mårtensson, O. Larsson) – 31:25 \| 2–1 \| \| \| \| 2–2 \| 59:52 – K. Rachůnek (J. Voráček) \| \| \| 2–3 \| 70:00 – J. Marek (GWG) \| |                  |                                           |              | Játékvezetők: Rick Looker Chris Savage |
| 10 perc | Büntetések       | 12 perc                                   |              | Játékvezetők: Rick Looker Chris Savage |
| 35 | Lövések          | 33                                        |              | Játékvezetők: Rick Looker Chris Savage |
| J. Harju (E. Karlsson, L. Omark) – 8:29 | 1–0              |                                           |              | Játékvezetők: Rick Looker Chris Savage |
| | 1–1              | 17:28 – T. Mojžíš (L. Kašpar, T. Rolinek) |              | Játékvezetők: Rick Looker Chris Savage |
| A. Engqvist (T. Mårtensson, O. Larsson) – 31:25 | 2–1              |                                           |              | Játékvezetők: Rick Looker Chris Savage |
| | 2–2              | 59:52 – K. Rachůnek (J. Voráček)          |              |                                        |
| | 2–3              | 70:00 – J. Marek (GWG)                    |              |                                        |

| 2010. május 22. 18:00 | Oroszország | 2–1 (0–1, 1–0, 1–0) | Németország | Lanxess Aréna, Köln Nézőszám: 18 734 |

| Jegyzőkönyv | Jegyzőkönyv        | Jegyzőkönyv                                  | Jegyzőkönyv | Jegyzőkönyv                                 |
| --- | ------------------ | -------------------------------------------- | ----------- | ------------------------------------------- |
| | Vasiliy Koshechkin | Kapusok                                      | Rob Zepp    | Játékvezetők: Vladimír Baluška Jari Levonen |
| \| \| 0–1 \| 15:30 – M. Goc (F. Schütz, C. Ehrhoff) (PP2) \| \| J. Malkin (S. Gonchar, I. Kovalcsuk) – 31:07 \| 1–1 \| \| \| P. Dacjuk – 58:10 \| 2–1 \| \| |                    |                                              |             | Játékvezetők: Vladimír Baluška Jari Levonen |
| 31 perc | Büntetések         | 8 perc                                       |             | Játékvezetők: Vladimír Baluška Jari Levonen |
| 32 | Lövések            | 27                                           |             | Játékvezetők: Vladimír Baluška Jari Levonen |
| | 0–1                | 15:30 – M. Goc (F. Schütz, C. Ehrhoff) (PP2) |             | Játékvezetők: Vladimír Baluška Jari Levonen |
| J. Malkin (S. Gonchar, I. Kovalcsuk) – 31:07 | 1–1                |                                              |             | Játékvezetők: Vladimír Baluška Jari Levonen |
| P. Dacjuk – 58:10 | 2–1                |                                              |             | Játékvezetők: Vladimír Baluška Jari Levonen |

### Bronzmérkőzés
| 2010. május 23. 16:15 | Svédország | 3–1 (1–0, 0–1, 2–0) | Németország | Lanxess Aréna, Köln Nézőszám: 15 873 |

| Jegyzőkönyv | Jegyzőkönyv                      | Jegyzőkönyv                    | Jegyzőkönyv   | Jegyzőkönyv                                 |
| --- | -------------------------------- | ------------------------------ | ------------- | ------------------------------------------- |
| | Jonas Gustavsson Anders Lindbäck | Kapusok                        | Dennis Endras | Játékvezetők: Chris Savage Vladimír Šindler |
| \| M. Pääjärvi-Svensson (C. Bäckman) – 2:56 \| 1–0 \| \| \| \| 1–1 \| 36:03 – A. Barta (D. Kreutzer) \| \| J. Andersson (R. Wallin, M. Johansson) – 43:57 \| 2–1 \| \| \| J. Andersson (M. Johannson) (ENG) – 59:27 \| 3–1 \| \| |                                  |                                |               | Játékvezetők: Chris Savage Vladimír Šindler |
| 4 perc | Büntetések                       | 6 perc                         |               | Játékvezetők: Chris Savage Vladimír Šindler |
| 42 | Lövések                          | 21                             |               | Játékvezetők: Chris Savage Vladimír Šindler |
| M. Pääjärvi-Svensson (C. Bäckman) – 2:56 | 1–0                              |                                |               | Játékvezetők: Chris Savage Vladimír Šindler |
| | 1–1                              | 36:03 – A. Barta (D. Kreutzer) |               | Játékvezetők: Chris Savage Vladimír Šindler |
| J. Andersson (R. Wallin, M. Johansson) – 43:57 | 2–1                              |                                |               | Játékvezetők: Chris Savage Vladimír Šindler |
| J. Andersson (M. Johannson) (ENG) – 59:27 | 3–1                              |                                |               |                                             |

### Döntő
| 2010. május 23. 20:30 | Oroszország | 1–2 (0–1, 0–1, 1–0) | Csehország | Lanxess Aréna, Köln Nézőszám: 19 132 |

| Jegyzőkönyv | Jegyzőkönyv     | Jegyzőkönyv                      | Jegyzőkönyv  | Jegyzőkönyv                                 |
| --- | --------------- | -------------------------------- | ------------ | ------------------------------------------- |
| | Semyon Varlamov | Kapusok                          | Tomáš Vokoun | Játékvezetők: Vladimír Baluška Jari Levonen |
| \| \| 0–1 \| 0:20 – J. Klepiš (J. Jágr) \| \| \| 0–2 \| 38:13 – T. Rolinek (K. Rachůnek) \| \| P. Dacjuk (I. Kovalcsuk, S. Goncsar) – 59:24 \| 1–2 \| \| |                 |                                  |              | Játékvezetők: Vladimír Baluška Jari Levonen |
| 31 perc | Büntetések      | 10 perc                          |              | Játékvezetők: Vladimír Baluška Jari Levonen |
| 36 | Lövések         | 25                               |              | Játékvezetők: Vladimír Baluška Jari Levonen |
| | 0–1             | 0:20 – J. Klepiš (J. Jágr)       |              | Játékvezetők: Vladimír Baluška Jari Levonen |
| | 0–2             | 38:13 – T. Rolinek (K. Rachůnek) |              | Játékvezetők: Vladimír Baluška Jari Levonen |
| P. Dacjuk (I. Kovalcsuk, S. Goncsar) – 59:24 | 1–2             |                                  |              | Játékvezetők: Vladimír Baluška Jari Levonen |

| A 2010-es IIHF jégkorong-világbajnokság győztese |
| ------------------------------------------------ |
| · Csehország · 6. cím                            |

## Végeredmény
| Hely | Csapat           |
| ---- | ---------------- |
|      | Csehország       |
|      | Oroszország      |
|      | Svédország       |
| 4.   | Németország      |
| 5.   | Svájc            |
| 6.   | Finnország       |
| 7.   | Kanada           |
| 8.   | Dánia            |
| 9.   | Norvégia         |
| 10.  | Fehéroroszország |
| 11.  | Lettország       |
| 12.  | Szlovákia        |
| 13.  | Egyesült Államok |
| 14.  | Franciaország    |
| 15.  | Olaszország      |
| 16.  | Kazahsztán       |